# باروكية صقلية

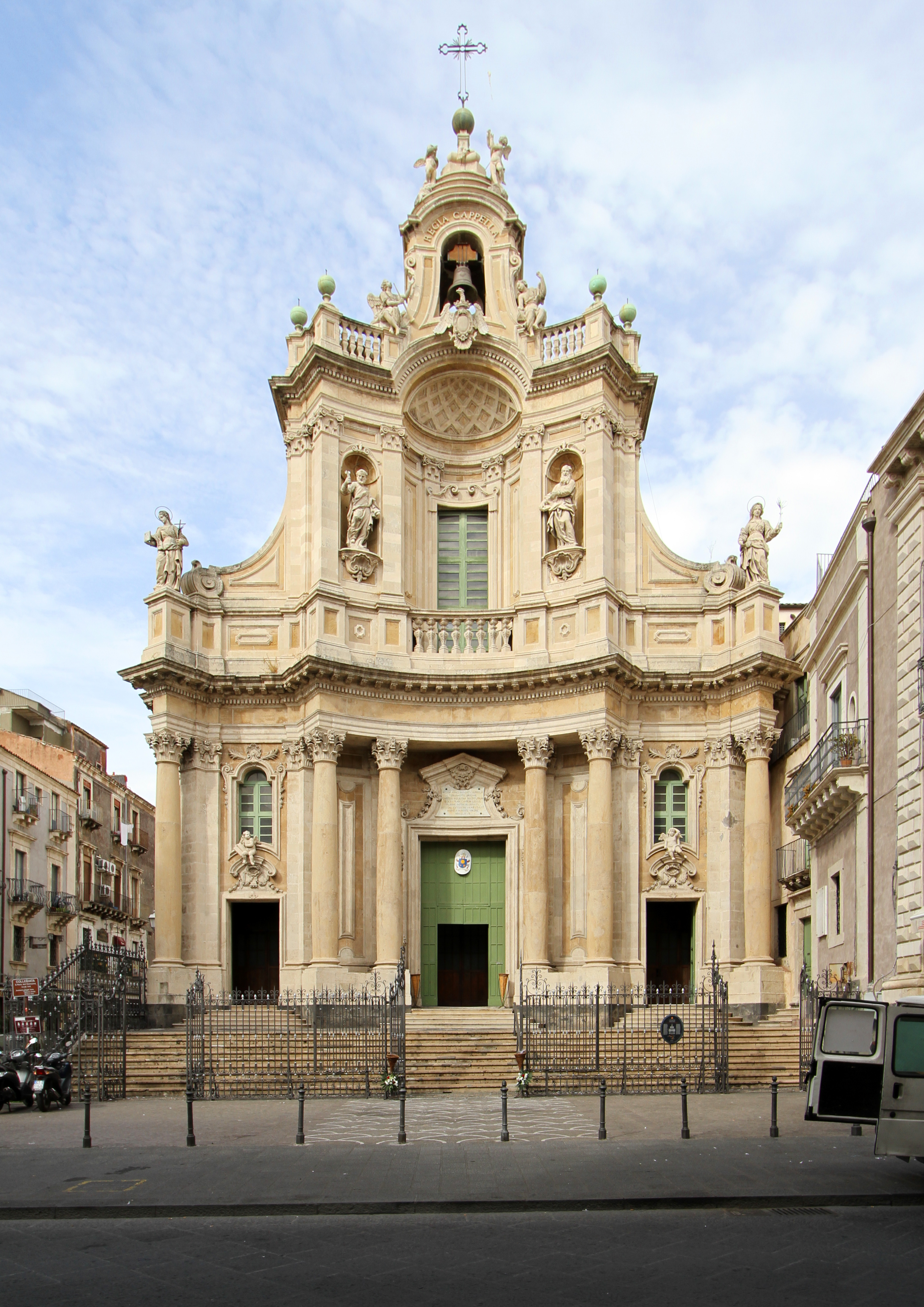
شكل توضيحي 1: الباروك الصقلي. كنيسة ديلا كوليجياتا في كاتانيا، صممها ستيفانو إتار، ق. 1768

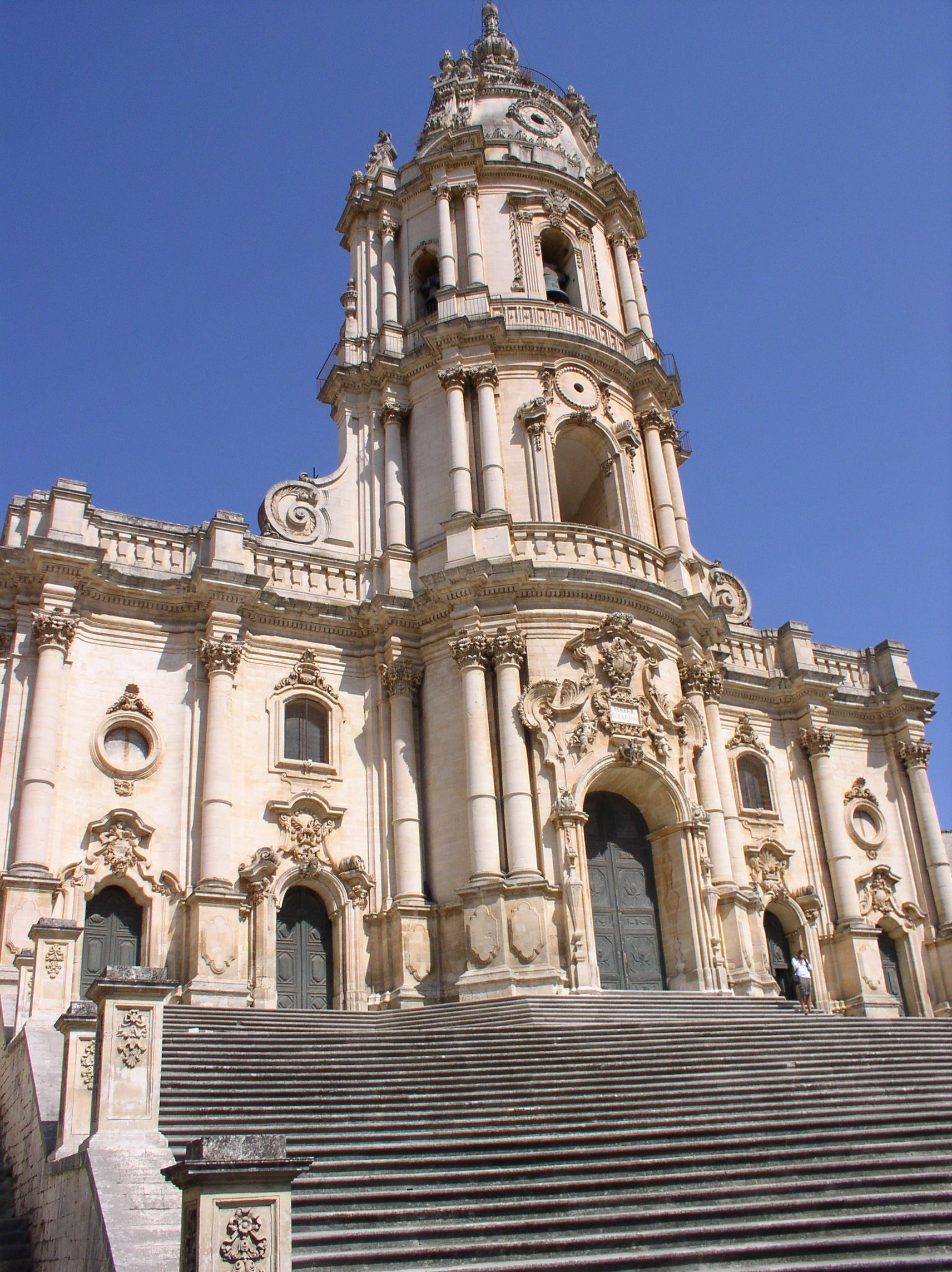
كنيسة باروكية في موديكا.

الباروك الصقلي (بالإنجليزية: Sicilian Baroque)، هو الشكل المميز للعمارة الباروكية التي تطورت في جزيرة صقلية، قبالة الساحل الجنوبي لإيطاليا، في القرنين السابع عشر والثامن عشر، عندما كانت جزءًا من الإمبراطورية الإسبانية. يمكن التعرف على الأسلوب ليس فقط من خلال منحنياته الباروكية النموذجية وازدهارها، ولكن أيضًا من خلال الأقنعة المبتسمة والمعجون والتوهج الخاص الذي أعطى صقلية هوية معمارية فريدة.
جاء أسلوب الباروك الصقلي ليؤتي ثماره خلال طفرة كبيرة في إعادة البناء في أعقاب الزلزال المدمر في عام 1693 . في السابق، تم استخدام الطراز الباروكي في الجزيرة بطريقة ساذجة وضيقة الأفق، حيث تطورت من الهندسة المعمارية المحلية الهجينة بدلاً من كونها مشتقة من المهندسين المعماريين الباروكيين في روما. بعد الزلزال، تم منح المهندسين المعماريين المحليين، وكثير منهم تدربوا في روما، فرصًا وفيرة لإعادة إنشاء العمارة الباروكية الأكثر تطوراً التي أصبحت شائعة في البر الرئيسي لإيطاليا؛ ألهم عمل هؤلاء المهندسين المعماريين المحليين - والنوع الجديد من النقوش المعمارية التي ابتكروها - المزيد من المهندسين المعماريين المحليين ليتبعوا تقدمهم. حوالي عام 1730، طور المهندسون المعماريون الصقليون الثقة في استخدامهم لأسلوب الباروك. أدى تفسيرهم الخاص إلى مزيد من التطور إلى شكل فني شخصي للغاية في الجزيرة. من ثمانينيات القرن الثامن عشر فصاعدًا، تم استبدال النمط تدريجيًا بالنمط الكلاسيكي الحديث.
استمرت فترة الباروك الصقلي المزخرفة للغاية بالكاد خمسين عامًا، وعكست تمامًا النظام الاجتماعي للجزيرة في وقت كانت فيه إسبانيا تحكمها اسميًا، وكانت في الواقع محكومة من قبل أرستقراطية ثرية وباهظة في كثير من الأحيان والتي كانت في أيديها ملكية الزراعة في المقام الأول. كان الاقتصاد شديد التركيز. تضفي الهندسة المعمارية الباروكية للجزيرة طابعًا معماريًا استمر حتى القرن الحادي والعشرين قرن.
الباروكية الصقلية ذات هوية معمارية فريدة. تحتوي نوتو وكالتاجيروني وكاتانيا وراغوزا وموديكا وشيكلي وخاصة أتشيريالي على بعض أفضل الأمثلة الباروكية في إيطاليا منحوتة من الحجر الرملي الأحمر المحلي. تمتلك نوتو واحدة من أفضل الأمثلة على العمارة الباروكية المقدمة إلى صقلية.
اقتصر الأسلوب الباروكي في صقلية إلى حد كبير على المباني التي أنشئتها الكنيسة والقصور الخاصة بالأرستقراطية الصقلية. افتقرت أولى الأمثلة على هذا النمط في صقلية إلى الفردية وكانت نسخاً خرقاء لمبان في روما وفلورنسا ونابولي. ولكن وحتى في هذه المرحلة المبكرة، قام المهندسون المعماريون بدمج بعض من ميزات العمارة القديمة الصقلية المحلية. بحلول منتصف القرن الثامن عشر عندما كانت الباروكية الصقلية مختلفة بشكل ملحوظ عن تلك في البر الرئيسي فإنها تميزت بحرية فريدة في التصميم يصعب تلخيصها في كلمات.

## مميزات

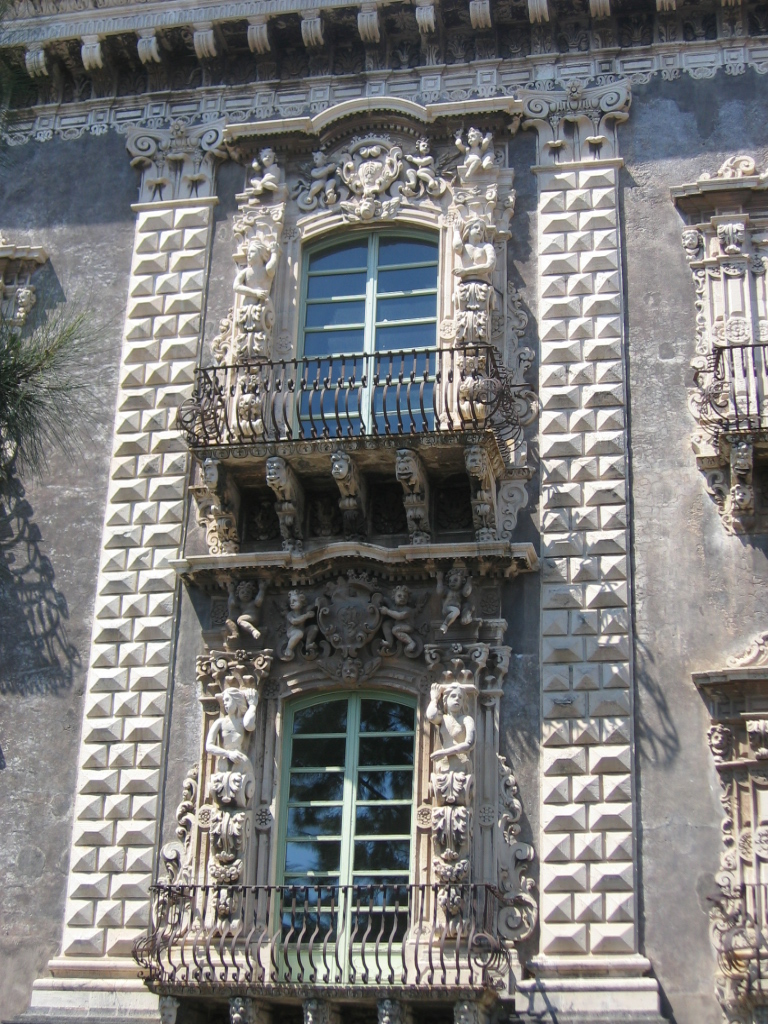
المثال التوضيحي 2: جامعة كاتانيا، التي صممها فاكاريني واكتمل بناؤها بحلول عام 1752، تجسد الباروك الصقلي النموذجي، مع المعجون الذي يدعم الشرفة، والدرابزينات المصنوعة من الحديد المطاوع، والسطوح المزخرفة، وحجر الحمم ذو اللونين - انعكاس للجدران التقليدية ذات الطراز الريفي والأعمدة الملساء

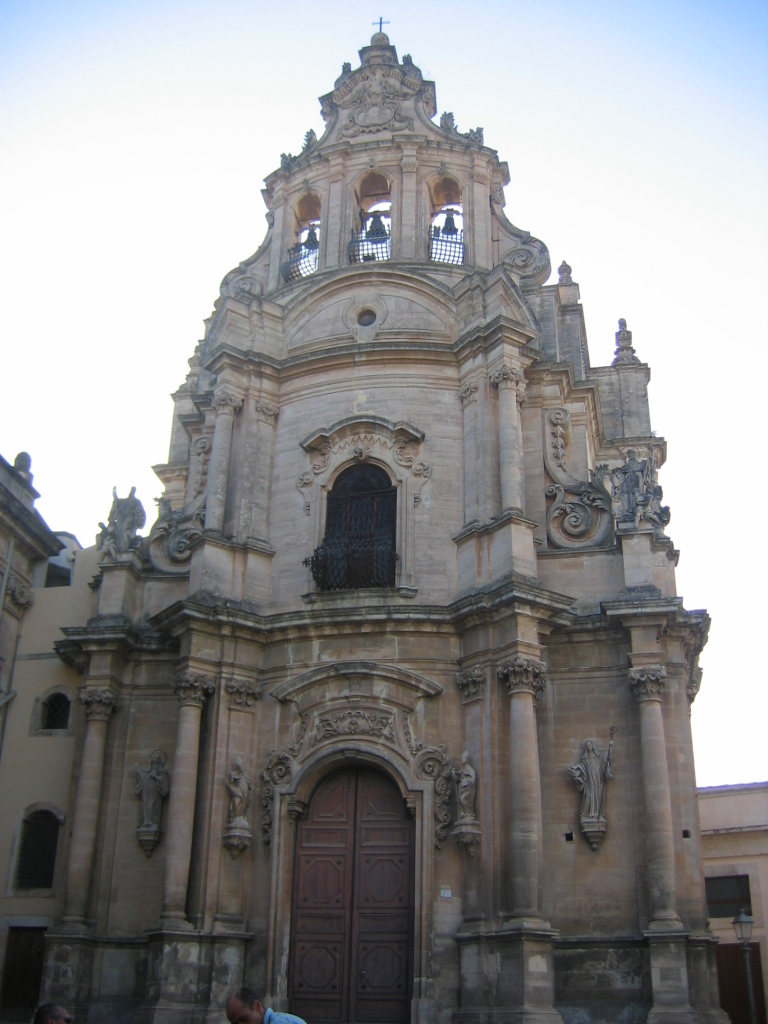
شكل توضيحي 3: برج برج صقلي يتوج كنيسة سان جوزيبي روزاريو غالياردي في راغوزا إيبلا

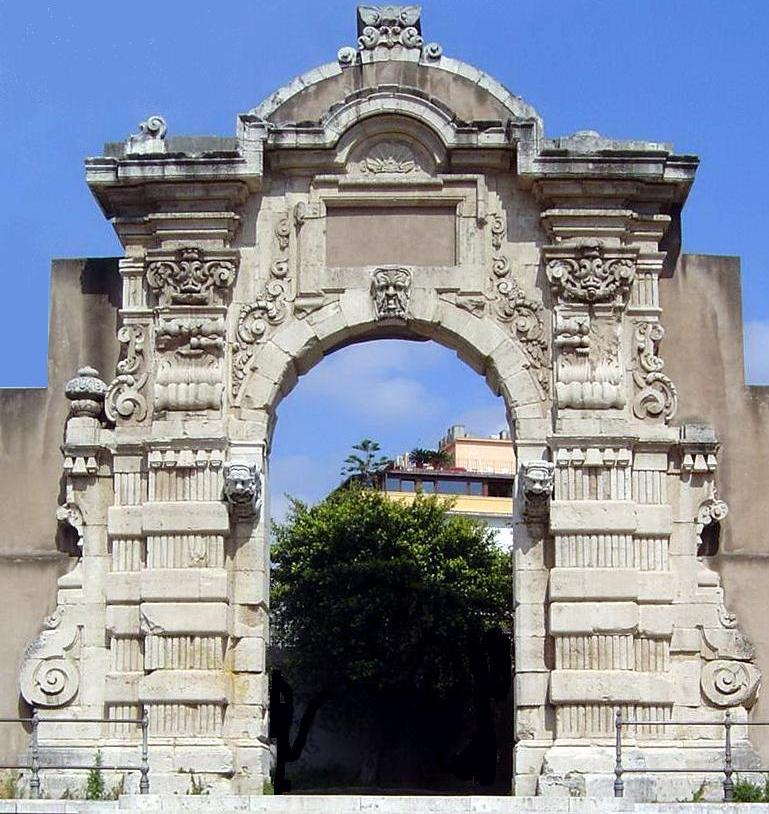
التوضيح 4: ميسينا بورتا غراتسيا، مع القوالب، ومخطوطات وأقنعة تم نسخها على نطاق واسع في جميع أنحاء كاتانيا مباشرة بعد وقوع الزلزال.

العمارة الباروكية هي ظاهرة أوروبية نشأت في إيطاليا في القرن السابع عشر. إنه متوهج ومسرحي، ومزخرف بزخارف غنية بالنحت المعماري وتأثير يعرف باسم الجلاء والقتمة، وهو الاستخدام الاستراتيجي للضوء والظل على مبنى تم إنشاؤه بواسطة الكتلة والظل.  
كان الطراز الباروكي في صقلية محصوراً إلى حد كبير في المباني التي أقامتها الكنيسة، والقصور، المساكن الخاصة للطبقة الأرستقراطية الصقلية.  افتقرت الأمثلة المبكرة لهذا النمط في صقلية إلى الفردية وكانت عادةً عبارة عن لوحات ثقيلة للمباني شاهدها الزائرون الصقليون إلى روما وفلورنسا ونابولي. ومع ذلك، حتى في هذه المرحلة المبكرة، بدأ المهندسون المعماريون الإقليميون في دمج بعض السمات العامية للعمارة القديمة في صقلية. بحلول منتصف القرن الثامن عشر، عندما كانت العمارة الباروكية في صقلية مختلفة بشكل ملحوظ عن العمارة في البر الرئيسي، كانت تشتمل عادةً على اثنين أو ثلاثة من الميزات التالية على الأقل، إلى جانب حرية التصميم الفريدة التي يصعب وصفها بالكلمات:  
1. أقنعة ومعجون بشعة، غالبًا ما تدعم الشرفات أو تزين نطاقات مختلفة من السطح الخارجي للمبنى؛ هذه الوجوه المبتسمة أو الصارخة هي من بقايا العمارة الصقلية من ما قبل منتصف السابع عشر القرن (الرسوم التوضيحية 2 و 9). [5]
2. الشرفات، غالبًا ما تكتمل بدرابزينات معقدة من الحديد المطاوع بعد عام 1633 (الرسوم التوضيحية 2 و 9)، وبواسطة الدرابزينات البسيطة قبل ذلك التاريخ (رسم توضيحي 6). [5]
3. سلالم خارجية . تم تصميم معظم الفيلات والبلزات للدخول الرسمي بواسطة عربة عبر ممر مقنطر في واجهة الشارع، يؤدي إلى فناء بالداخل. يؤدي سلم مزدوج معقد من الفناء إلى نوبيل البيانو . [7] سيكون هذا هو المدخل الرئيسي للقصر إلى غرف الاستقبال في الطابق الأول؛ ستدور الرحلات المتناسقة للخطوات للداخل وللخارج ما يصل إلى أربع مرات. بسبب تضاريس مواقعهم المرتفعة، كان من الضروري في كثير من الأحيان الاقتراب من الكنائس بخطوات عديدة؛ غالبًا ما تحولت هذه الخطوات إلى سلالم رخامية طويلة مستقيمة، في حد ذاتها ميزات معمارية زخرفية (توضيح 19)، على غرار الخطوات الإسبانية في روما. [8]
4. واجهات بارزة أو مقعرة أو محدبة (الرسوم التوضيحية 1 و 6). من حين لآخر في الفيلا أو القصر، يتم تركيب درج خارجي في التجويف الناتج عن المنحنى. [9]
5. برج الجرس الصقلي . أبراج الكنائس لم توضع بجانب الكنيسة في برج أجراس برج كما هو شائع في إيطاليا، ولكن على الواجهة نفسها، في كثير من الأحيان التغلب وسط تلع، مع واحد أو أكثر أجراس عرض بوضوح تحت قوس الخاصة به، مثل في المجمعية كاتانيا (توضيحات 1). في كنيسة كبيرة بها العديد من الأجراس، ينتج عن ذلك عادة رواق منحوت ومزين بشكل معقد في أعلى نقطة من الواجهة الرئيسية (رسم توضيحي 3). [6] هذه الأبراج من أكثر السمات المميزة والمتميزة للعمارة الباروكية الصقلية. [10]
6. مرصع بالرخام الملون مثبت في الأرضية والجدران، خاصة في الديكورات الداخلية للكنيسة. تطور هذا الشكل الخاص من الانتارسيا في صقلية منذ القرن السابع عشر (انظر أرضية الرسم التوضيحي 14). [11]
7. الأعمدة التي يتم نشرها غالبًا بشكل فردي، مما يدعم الأقواس البسيطة وبالتالي تعرض تأثير الفترة النورمانية السابقة والأكثر وضوحًا (رسم توضيحي 3). نادراً ما توجد الأعمدة، كما هو الحال في أي مكان آخر في أوروبا، في مجموعات مجمعة تعمل كأرصفة، خاصة في أمثلة الباروك الصقلي المبكر. [6]
8. سدادة مزخرفة . سيباستيانو سيرليو قد زينت كتل من حجر مربع للبناء في كتابه السور. بنهاية السادس عشر في القرن الماضي، كان المهندسون المعماريون الصقليون يزينون الكتل بنقوش أوراق الشجر وقشور السمك وحتى الحلويات والأصداف. أصبحت الأصداف فيما بعد من بين أكثر رموز الزينة انتشارًا في تصميم الباروك. في بعض الأحيان، يتم استخدام السطوح للأعمدة بدلاً من الجدران، مما يعكس التوقعات وتقريباً مزحة معمارية. (شكل توضيحي 2) [6]
9. حجر الحمم البركانية المحلي الذي استخدم في تشييد العديد من المباني الباروكية الصقلية، لأن هذا كان متاحًا بسهولة أكبر. عاش العديد من النحاتين وقاطعي الأحجار في تلك الفترة عند سفح جبل إتنا، مما جعل مجموعة متنوعة من الأشياء، بما في ذلك الدرابزينات والأعمدة والنوافير ومقاعد المباني.[12] تم استخدام ظلال من الأسود أو الرمادي لإنشاء تأثيرات زخرفية متناقضة، لإبراز حب الباروك للضوء والظل (تشياروسكورو) كما هو موضح في (رسم توضيحي) 2). [13]
10. النفوذ الاسباني . التأثير المعماري للإسبانية الحاكمة (توضيح 13)، على الرغم من أن هذا كان تأثيرًا أكثر اعتدالًا من تأثير النورمان. يتضح النمط الإسباني، وهو نسخة أكثر تقييدًا من فن العمارة في عصر النهضة الفرنسية، بشكل خاص في شرق صقلية، حيث حافظ الإسبان، بسبب الانتفاضات الطفيفة، على وجود عسكري أقوى. بورتا جراتسيا من القرن السادس عشر ميسينا (رسوم توضيحية 4)، الذي تم بناؤه كمدخل إلى ريال سيتاديلا الإسبانية، لن يكون في غير محله في أي من البلدات والقلاع التي بناها الإسبان في مستعمراتهم في أماكن أخرى. [6] تم نسخ نمط بوابة المدينة المقوسة هذه بقوالبها المزخرفة ولفائفها وأقنعة ها على نطاق واسع في جميع أنحاء كاتانيا عقب الزلزال مباشرة، حيث أصبحت العديد من معالمها زخارف على الطراز الباروكي الصقلي. [6]

في حين أن هذه الخصائص لا تحدث معًا أبدًا في نفس المبنى، ولا يوجد شيء فريد من نوعه في الباروك الصقلي، إلا أن الاقتران معًا هو الذي يمنح الباروك الصقلي هواءه المميز. الخصائص الباروكية الأخرى، مثل الأقواس المكسورة على النوافذ، والاستخدام المفرط للتماثيل، والنوافذ المنحنية والأبواب ورحلات السلالم الخارجية كلها ترمز إلى العمارة الباروكية، ويمكن العثور عليها جميعًا في المباني الباروكية في جميع أنحاء أوروبا. 

## الباروك الصقلي المبكر
صقلية، وهي جزيرة بركانية في وسط البحر الأبيض المتوسط، قبالة شبه الجزيرة الإيطالية واستعمرت، من قبل الإغريق، ثم حكمت من قبل الرومان، والبيزنطيين، والقوط الشرقيين، والمسلمين، والنورمان، وهوهنشتاوفن، وAngevins، وأراغون. ثم أصبحت مقاطعة تابعة للإمبراطورية الإسبانية وأصبحت فيما بعد جزءًا من مملكة بوربون للصقليتين، قبل أن يتم استيعابها أخيرًا في مملكة إيطاليا في عام 1860.  وهكذا، تعرض الصقليون لسلسلة غنية من الثقافات المتباينة، وهو ما ينعكس في التنوع الاستثنائي للهندسة المعمارية في الجزيرة.

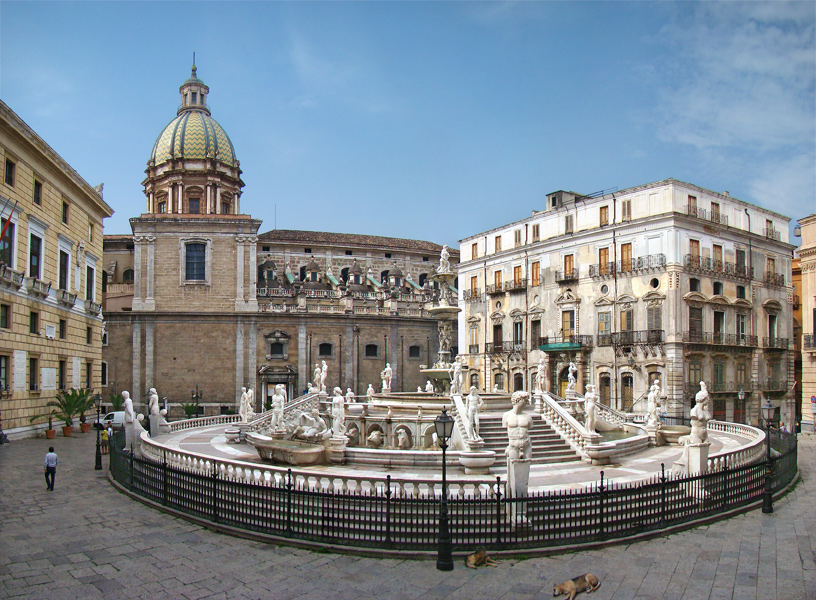
شكل توضيحي 5: ساحة بريتوريا، باليرمو. يعد فونتانا بريتوريا (حوالي 1554) من تصميم فرانشيسكو كاميلياني مثالًا نادرًا على فن العمارة في عصر النهضة في العاصمة. خلف النافورة توجد كنيسة سانتا كاترينا (حوالي 1556)، بقبة الباروك الرائعة (التي أضيفت لاحقًا).

بدأ شكل من أشكال العمارة الكلاسيكية المزخرفة الخاصة بصقلية في التطور منذ ثلاثينيات القرن الخامس عشر. مستوحاة من العمارة اليونانية المدمرة والكاتدرائيات النورماندية في الجزيرة، غالبًا ما دمجت الزخارف المعمارية اليونانية مثل نمط المفتاح اليوناني في العمارة النورماندية المتأخرة مع السمات القوطية مثل الأقواس المدببة وفتحات النوافذ. ضمت العمارة النورمانية الصقلية بعض العناصر البيزنطية التي نادرًا ما توجد في العمارة النورمانية في أي مكان آخر، ومثل العمارة الرومانية الأخرى، فقد استمرت في دمج الميزات القوطية. تختلف هذه العمارة المزخرفة المبكرة عن تلك الموجودة في البر الرئيسي لأوروبا في عدم تطورها من فن العمارة في عصر النهضة؛ بدلاً من ذلك، تم تطويره من أنماط نورمان. فن العمارة في عصر النهضة بالكاد لمست صقلية. في عاصمة باليرمو، البقايا الوحيدة لعصر النهضة العالي هي فونتانا بريتوريا، وهي نافورة مياه صنعت أصلاً لـ Don بيترو دي توليدا من قبل الفنانين الفلورنسيين فرانسسكو كاميلياني ومايكل أنجلو ناسيرينو  وتم إحضارها إلى صقلية عندما كان عمرها 20 عامًا بالفعل قديم (توضيح 5).
مهما كان السبب في أن أسلوب عصر النهضة لم يصبح شائعًا في صقلية، فمن المؤكد أنه لم يكن جهلًا. كان أنتونيلو جاجيني في منتصف الطريق خلال بناء كنيسة سانتا ماريا دي بورتو سالفو [كييزا دي سانتا ماريا دي بورتو سالفو] في عام 1536 في أسلوب عصر النهضة عندما توفي؛ حل محله المهندس المعماري أنطونيو سكاليوني، الذي أكمل المبنى بأسلوب نورماندي.  يبدو أن هذا النمط قد أثر على العمارة الصقلية تقريبًا حتى وقت زلزال 1693. مرت حتى مانييريزمو الجزيرة.  فقط في الهندسة المعمارية لميسينا  يمكن تمييز تأثير عصر النهضة، جزئيًا لأسباب جغرافية: على مرأى من البر الرئيسي لإيطاليا والميناء الأكثر أهمية في صقلية، كانت ميسينا دائمًا أكثر قابلية للمد والجزر السائدة في الموضة خارج الجزيرة. غالبًا ما كان رعاة المدينة الأرستقراطيين يطلبون من فلورنسا أو روما لتزويدهم بمهندس معماري؛ أحد الأمثلة على ذلك كان فلورنتين جيوفاني أنجيلو مونتورسولي، الذي أسس أنماط العمارة التوسكانية والنحت هناك في منتصف القرن السادس عشر. قرن. ومع ذلك، ظلت هذه التأثيرات محصورة إلى حد كبير في ميسينا والمنطقة المحيطة بها. ظلت رعاية الكنيسة الرومانية الكاثوليكية، بعيداً عن تأثيرات الموضة الرومانية، محافظة في الذوق المعماري وبعيدة المدى في قوتها. 
هذا لا يعني أن صقلية كانت معزولة تمامًا عن الاتجاهات في أماكن أخرى في أوروبا. تأثرت الهندسة المعمارية في المدن الرئيسية بالجزيرة بشدة بعائلة النحات دومينيكو جاجيني، الذي وصل من فلورنسا عام 1463.  هذه العائلة من النحاتين والرسامين بتزيين الكنائس والمباني بزخارف منحوتة وتصويرية مزخرفة. أقل من قرن من الزمان بعد عائلته كانت قد بدأت لتزيين بحذر الكنائس في الجزيرة (1531-1537)، الذي أنجز أنتونيلو غاجيني على خشبة المسرح تشبه قوس من «كابيلا ديلا مادونا» في «سانتواريو ديلانونسياتا» في تراباني.  يحتوي هذا القوس المتعرج إلى الحرم على أعمدة - ليست مخددة، ولكنها مزينة بشكل كبير بنقوش تماثيل نصفية للقديسين؛ والأهم من ذلك فيما يتعلق بالهندسة المعمارية، تزين النبتة بواسطة قديسين مستلقين يدعمون سوجس مرتبطين بالدرع المركزي الذي يتوج التلة. كانت هذه النبتة المزخرفة، على الرغم من أنها لا تزال غير مكسورة، واحدة من أولى العلامات على أن صقلية كانت تشكل أسلوبها الخاص في الهندسة المعمارية الزخرفية. مماثل في الأسلوب هو كنيسة جيسو، باليرمو (توضيح 14)، الذي شيد بين عامي 1564 و 1633، والذي يُظهر أيضًا العلامات المبكرة للباروك الصقلي.

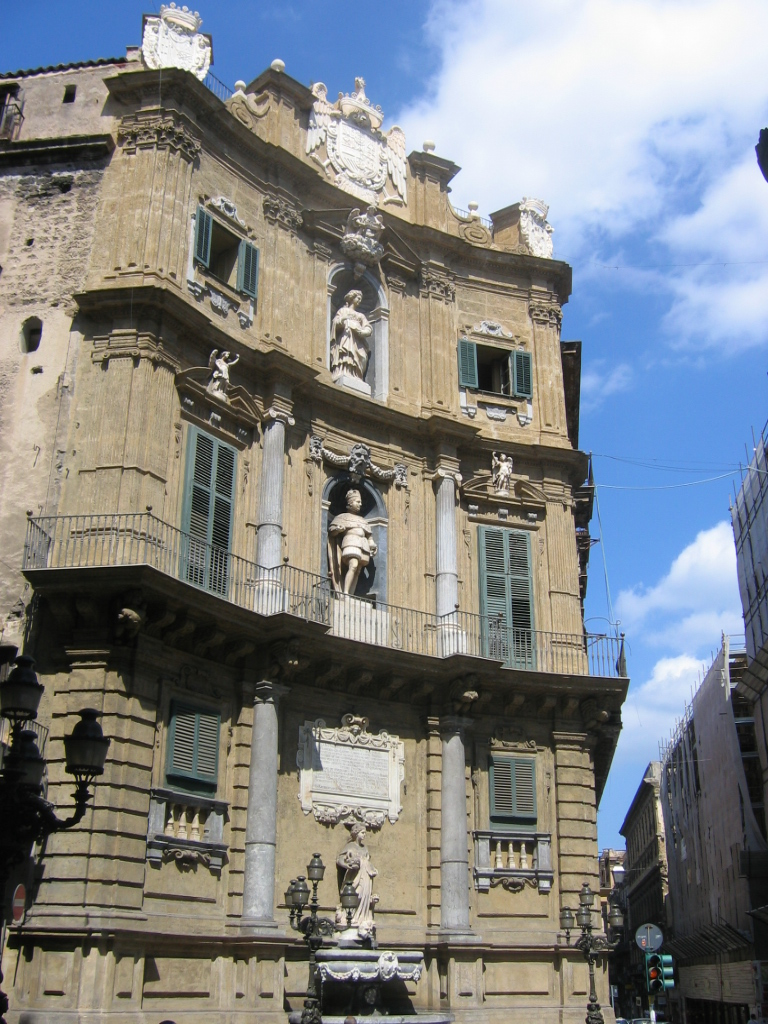
شكل توضيحي 6: الباروك الصقلي المبكر: كواترو كانتي، باليرمو (حوالي 1610)

وهكذا، بدأت علامة تجارية معينة للعمارة الباروكية في التطور في صقلية قبل وقت طويل من زلزال 1693. في حين أن غالبية تلك المباني التي يمكن تصنيفها بوضوح على أنها باروكية في الطراز تعود إلى حوالي عام 1650، فإن ندرة هذه الأمثلة المعزولة والباقية من التاريخ المعماري لجزيرة صقلية في القرن السابع عشر تجعل من الصعب تقييم العمارة بشكل كامل ودقيق مباشرة قبل وقوع الكارثة الطبيعية. : الزلزال لم يدمر معظم المباني فحسب، بل دمر أيضًا معظم وثائقها. ومع ذلك، فقد الكثير في الزلازل اللاحقة والقصف الشديد خلال الحرب العالمية الثانية.
أقدم مثال على الباروك في الجزيرة هو Quattro Canti لجوليو لاسو، وهي ساحة أو سيرك مثمنة الأضلاع، شيدت حوالي عام 1610 عند تقاطع شارعين رئيسيين في المدينة.  حول هذا التقاطع أربعة جوانب مفتوحة، تمثل الشوارع، وأربعة مبانٍ متطابقة بزوايا متطابقة متقاربة. جوانب المباني الأربعة منحنية، مما يزيد من إبراز التصميم الباروكي للمباني المبطنة للسيرك. تم تعزيز كل من هذه المباني الأربعة العظيمة التي تهيمن على السيرك بواسطة نافورة، تذكرنا بتلك الموجودة في كواترو فونتان للبابا سيكستوس الخامس في روما. ومع ذلك، في باليرمو، يستمر موضوع الباروك في ارتفاع ثلاثة طوابق من المباني، والتي تزينها تماثيل في منافذ راحة تصور الفصول الأربعة، والملوك الإسبان الأربعة لصقلية، ورعاة باليرمو الأربعة: القديسين كريستينا ونينفا وأوليفيا واجاتا. 
في حين أن كل واجهة من واجهات كواترو كانتى ترضي العين، فهي غير متناسبة مع الحجم المحدود للساحة، ومثل معظم الأمثلة الأخرى للباروك الصقلي المبكر، يمكن اعتبارها إقليمية وساذجة وثقيلة، مقارنة بالتطورات اللاحقة.  ومهما كانت مزاياه، فمن الواضح أنه خلال القرن السابع عشر كان الطراز الباروكي في أيدي المهندسين المعماريين والنحاتين المحليين منحرفًا بالفعل عن أسلوب البر الرئيسي لإيطاليا. لم يكن هذا الاختلاف المحلي في التيار الباروكي السائد غريبًا على صقلية، ولكنه حدث في أماكن بعيدة مثل بافاريا وروسيا، حيث سيكون ناريشكين باروك غريب الأطوار تمامًا مثل ابن عمه الصقلي.

## الباروك الصقلي من 1693

### زلزال ورعاة

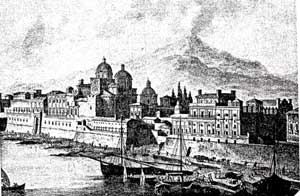
شكل توضيحي 7: بدأت كاتانيا وقصر بيسكاري عام 1702. حلت كاتانيا محل ميسينا كثاني مدينة في صقلية بعد ثورة 1686.

دمر زلزال صقلية الكبير عام 1693 ما لا يقل عن 45 بلدة ومدينة، مما أثر على مساحة 5,600 كيلومتر مربع (2,200 ميل2) وتسبب في وفاة حوالي 60.000 شخص. كان مركز الكارثة في البحر، على الرغم من أن الموقع الدقيق لا يزال غير معروف. كانت المدن التي عانت بشدة هي راغوزا وموديكا وشيكلي وإسبيكا. بدأت إعادة البناء على الفور تقريبًا.   
يرتبط إسراف العمارة الذي كان من المقرر أن ينشأ من هذه الكارثة بسياسة صقلية في ذلك الوقت: كانت صقلية لا تزال رسميًا تحت الحكم الإسباني، ولكن تم تفويض الحكم فعليًا إلى الطبقة الأرستقراطية المحلية. قاد هذا دوق كماسترا، الذي عينه الأسبان نائبا للملك لإرضاء الأرستقراطية التي كانت عديدة.   كانت الطبقة الأرستقراطية مركزة نسبيًا مقارنة بمعظم دول أوروبا، وكانت طبقة النبلاء مفقودة. في الثامن عشر في القرن الماضي، أشارت إحدى التقديرات إلى أن هناك 228 ؛ عائلات نبيلة، زودت صقلية بطبقة حاكمة تتكون من 58 أميرًا و 27 دوقًا و 37 مركيزًا و 26 كونتًا وواحدًا فيكونت و 79 بارونًا ؛ يسرد الكتاب الذهبي للنبلاء الصقليين (نُشر آخر مرة في عام 1926) أكثر من ذلك.  بالإضافة إلى هؤلاء كانوا السليل الأصغر من العائلات، مع ألقابهم المجاملة من نوبيل أو بارون.  
لم تكن العمارة هي الإرث الوحيد للنورمان. تم فرض الحكم على الفلاحين (لم تكن هناك طبقة وسطى راسخة) من قبل النظام الإقطاعي، دون تغيير منذ تقديمه بعد الغزو النورماندي عام 1071 . وهكذا، لم يكن لدى الطبقة الأرستقراطية الصقلية تحت إمرتهم الثروة فحسب، بل القوة البشرية الهائلة، وهو الشيء الذي انخفض بحلول هذا الوقت في أجزاء أخرى كثيرة من أوروبا. كما هو الحال في جنوب إسبانيا، ظلت العقارات الريفية الضخمة مركزة تقريبًا كما كانت عندما كانت لاتيفوندي روماني. كان الاقتصاد الصقلي، على الرغم من أنه يعتمد إلى حد كبير على الزراعة، قويًا جدًا، وازداد قوة خلال القرن الثامن عشر حيث أصبح الشحن أكثر كفاءة وتلاشى تهديد القرصنة الإسلامية. أسواق تصدير الليمون  (ل 18 عظيم أزياء القرن لعصير الليمون) والنبيذ زاد بشكل كبير، وظل القمح الصقلي، كما كان منذ العصر الروماني، العمود الفقري للاقتصاد.  كانت الكارثة التي كان من المفترض أن تمنح صقلية سمعتها الحديثة بالفقر، وتحديداً انفتاح الغرب الأوسط الأمريكي على زراعة القمح، على بعد قرن من الزمان. عندما جاء ذلك، أدى هذا إلى خفض سعر القمح بشكل دائم إلى أقل من النصف، ودمر الاقتصاد القديم إلى الأبد. 
تقاسمت الطبقة الأرستقراطية سلطتها مع الكنيسة الرومانية الكاثوليكية فقط. حكمت الكنيسة بالخوف من الإدانة في الحياة التالية ومن محاكم التفتيش في الوقت الحاضر، وبالتالي أعطت كل من الطبقات العليا والدنيا بسخاء قدر استطاعتهما في أيام جميع القديسين الرئيسيين. كان العديد من الكهنة والأساقفة أعضاء في الطبقة الأرستقراطية. تعززت ثروة الكنيسة في صقلية من خلال تقليد الضغط على الأطفال الصغار من الطبقة الأرستقراطية لدخول الأديرة والأديرة، من أجل الحفاظ على ممتلكات العائلة من الانقسام ؛ ومع ذلك، نادرًا ما كان هذا خيارًا رخيصًا حيث كان لابد من دفع نفقات و «صيانة مرهقة» للكنيسة.  وهكذا، نمت ثروة بعض الطوائف الدينية بشكل لا يتناسب مع النمو الاقتصادي لأي مجموعة أخرى في هذا الوقت. هذا هو أحد الأسباب التي أدت إلى إعادة بناء العديد من الكنائس والأديرة الصقلية الباروكية، مثل سان مارتينو ديلي سكيل، بعد عام 1693 على هذا النطاق الفخم. 
بمجرد بدء إعادة البناء، أعاد الفقراء بناء مساكنهم الأساسية بالطريقة البدائية نفسها كما في السابق. على النقيض من ذلك، أصبح السكان الأكثر ثراءً، من العلمانيين والروحيين، عالقين في طقوس العربدة شبه الجنونية. كان لدى معظم أفراد طبقة النبلاء عدة منازل في صقلية.  لسبب واحد، قضى نائب الملك الإسباني ستة أشهر من العام في باليرمو وستة أشهر في كاتانيا، حيث أقام محكمة في كل مدينة، وبالتالي كان أعضاء الطبقة الأرستقراطية بحاجة إلى قصر مدينة في كل مدينة. بمجرد إعادة بناء القصر في كاتانيا المدمرة بالطريقة الجديدة، بدا القصر في باليرمو قديمًا بالمقارنة، لذلك تم إعادة بنائه في النهاية. بعد ذلك، من منتصف الثامن عشر من القرن الماضي، تم بناء الفيلات التي سيتم التقاعد إليها في الخريف، وهي في الأساس رموز الحالة، في الجيب الأنيق في باغيريا. تكرر هذا النمط، على نطاق أصغر، في جميع أنحاء مدن صقلية الصغرى، حيث توفر كل مدينة حياة اجتماعية أكثر تسلية وجذبًا مغناطيسيًا للأرستقراطيين الإقليميين من أراضيهم. كما لم تفلت الحوزة الريفية من هوس البناء. غالبًا ما تمت إضافة أجنحة باروكية أو واجهات جديدة إلى القلاع القديمة، أو أعيد بناء الفيلات الريفية بالكامل. وهكذا، اكتسب جنون البناء زخماً حتى وصلت العمارة الباروكية الخيالية بشكل متزايد التي طالب بها هؤلاء الرعاة المتعون إلى ذروتها في منتصف القرن الثامن عشر.

### مدن جديدة

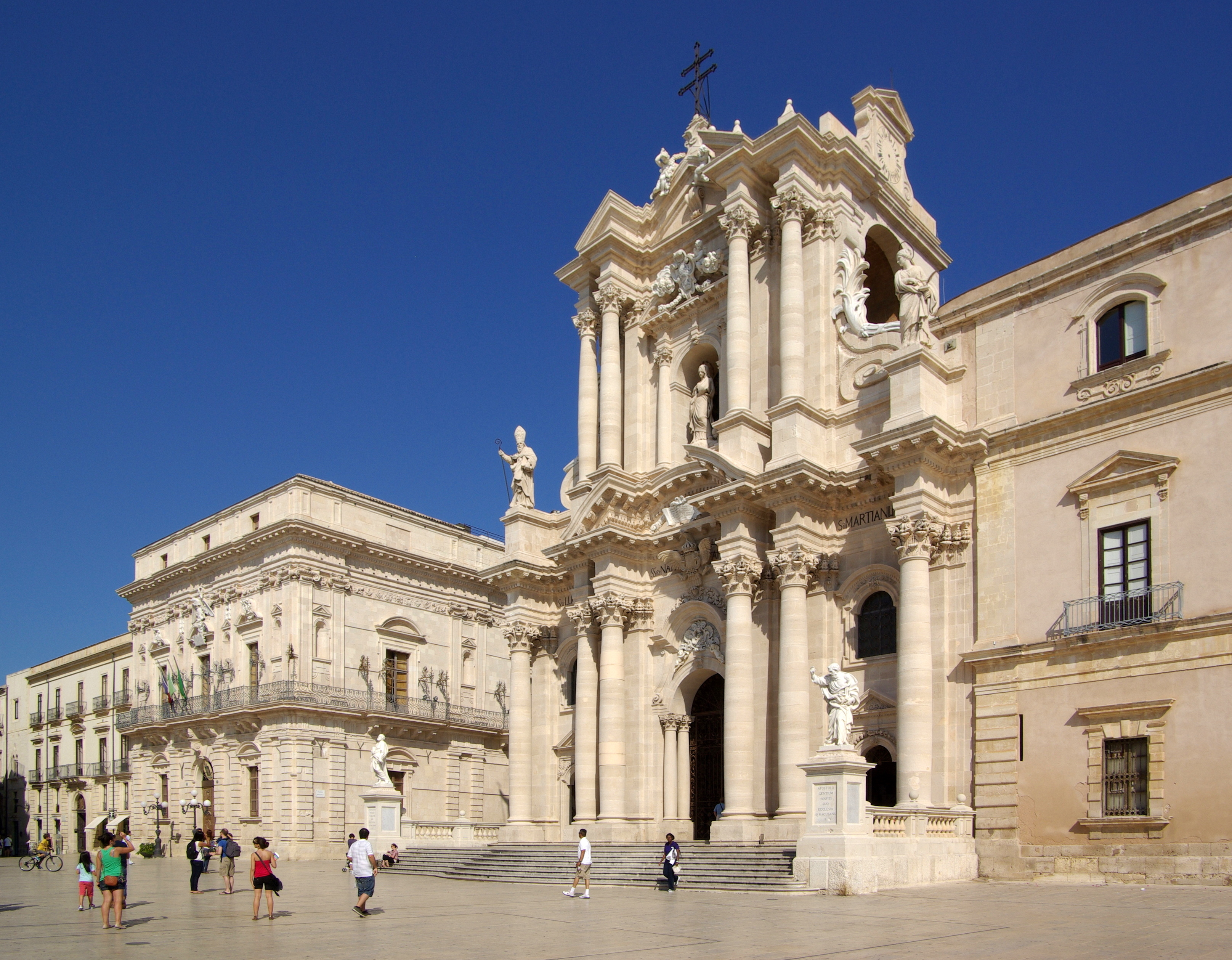
شكل توضيحي 8: بيازا ديل دومو، سيراكيوز. كاتدرائية سيراكيوز أندريا بالما (انظر الشكل 11 أدناه) يحيط به قصر الباروك.

في أعقاب الزلزال، تم تنفيذ برنامج إعادة البناء بسرعة، ولكن قبل أن يبدأ بشكل جدي، تم اتخاذ بعض القرارات المهمة التي من شأنها أن تميز بشكل دائم العديد من المدن والبلدات الصقلية عن غيرها من التطورات الحضرية الأوروبية. كان نائب الملك، دوق كاماسترا، على دراية بالاتجاهات الجديدة في تخطيط المدن، قد أصدر مرسوماً أنه بدلاً من إعادة البناء في خطة العصور الوسطى للشوارع الضيقة الضيقة، فإن إعادة البناء الجديدة ستوفر ساحة وشوارع رئيسية أوسع، غالبًا على خطة شبكة عقلانية.   كانت الخطة بأكملها غالبًا تتخذ شكلًا هندسيًا مثل مربع كامل أو مسدس، نموذجي لعصر النهضة وتخطيط المدن الباروكي.  مدينة جراميشيلي هي مثال على هذه المدن الجديدة التي أعيد بناؤها إلى خطة سداسية. 
كان هذا المفهوم لا يزال جديدًا جدًا في تسعينيات القرن التاسع عشر، ولم يكن هناك سبب لبناء عدد قليل من المدن الجديدة في أوروبا - تم رفض خطة مدينة كريستوفر رين بعد حريق لندن العظيم عام 1666 بسبب تعقيدات ملكية الأرض هناك. كانت هناك بعض الأمثلة الأخرى مثل ريشيليو، ولاحقًا سانت بطرسبرغ. قد يكون النموذج الأولي هو مدينة Terra del Sole الجديدة، التي شُيدت عام 1564. من أوائل المدن التي تم التخطيط لها باستخدام التناسق والنظام بدلاً من تطور الأزقة والشوارع الصغيرة كانت أليساندريا في جنوب بيدمونت. بعد ذلك بقليل، من عام 1711، كان هذا الشكل الباروكي للتخطيط مفضلًا في المستعمرات الإسبانية في أمريكا الجنوبية، وخاصة من قبل البرتغاليين في البرازيل.  في أجزاء أخرى من أوروبا، أدى الافتقار إلى التمويل والملكية المعقدة للأراضي وانقسام الرأي العام إلى صعوبة إعادة التخطيط الجذري بعد وقوع كارثة: بعد عام 1666، أعيد بناء لندن وفقًا لخطتها القديمة، على الرغم من أن الامتدادات الجديدة للغرب كانت جزئيًا على شكل شبكة. النظام. في صقلية، لم يكن للرأي العام (رأي أي شخص خارج الطبقة الحاكمة) أي شيء، وبالتالي يمكن تنفيذ هذه المفاهيم الثورية الجديدة لتخطيط المدن بحرية.  
في صقلية، تم اتخاذ القرار ليس فقط للموضة والمظهر ولكن أيضًا لأنه سيقلل من الأضرار التي تلحق بالممتلكات والحياة والتي من المحتمل أن تحدث في الزلازل المستقبلية.  في 1693، تسببت المساكن والشوارع الضيقة في انهيار المباني معًا مثل أحجار الدومينو. على الرغم من أنه تم توسيع السبل بعد الزلزال وخفضت كثافة المساكن بشكل عام، إلا أن المساكن الضيقة والضيقة لا تزال قائمة، مما يشكل خطرًا على الفقراء.  الناحية المعمارية والجمالية، كانت الميزة الكبرى للنظام الجديد لتخطيط المدن هي أنه على عكس العديد من البلدات والمدن الإيطالية، حيث كثيرًا ما يصادف المرء كنيسة ضخمة من عصر النهضة محصورة على طراز الشرفة بين جيران غير متناسقين، في التصميم الحضري الباروكي يمكن للمرء التراجع ونرى العمارة في وضع أكثر ملاءمة فيما يتعلق بنسبها ومنظورها. هذا هو الأبرز في المدن التي أعيد بناؤها إلى حد كبير في كالتاجيرون، ميليتيلو في فال دي كاتانيا، كاتانيا، موديكا، نوتو، بالاتسولو أكريد، راغوزا، وشيكلي. 
يمكن رؤية أحد أفضل الأمثلة على هذا التخطيط الحضري الجديد في نوتو (شكل توضيحي 9)، أعيد بناء البلدة بحوالي 7 كيلومتر (4.3 ميل) من موقعه الأصلي على جبل ألفيريا.  لا يزال من الممكن مشاهدة المدينة القديمة المدمرة المعروفة الآن باسم «نوتو أنتيكا» في حالتها المدمرة. كان الموقع الجديد المختار أكثر انبساطًا من الموقع القديم لتسهيل خطة تشبه الشبكة الخطية بشكل أفضل. تمتد الشوارع الرئيسية من الشرق إلى الغرب حتى تستفيد من ضوء أفضل وتصرف أكثر إشراقًا.  هذا المثال على تخطيط المدن يُعزى مباشرة إلى الأرستقراطي المحلي المثقف، جيوفاني باتيستا لاندولينا. بمساعدة ثلاثة مهندسين معماريين محليين، كان له الفضل في التخطيط للمدينة الجديدة بنفسه.  

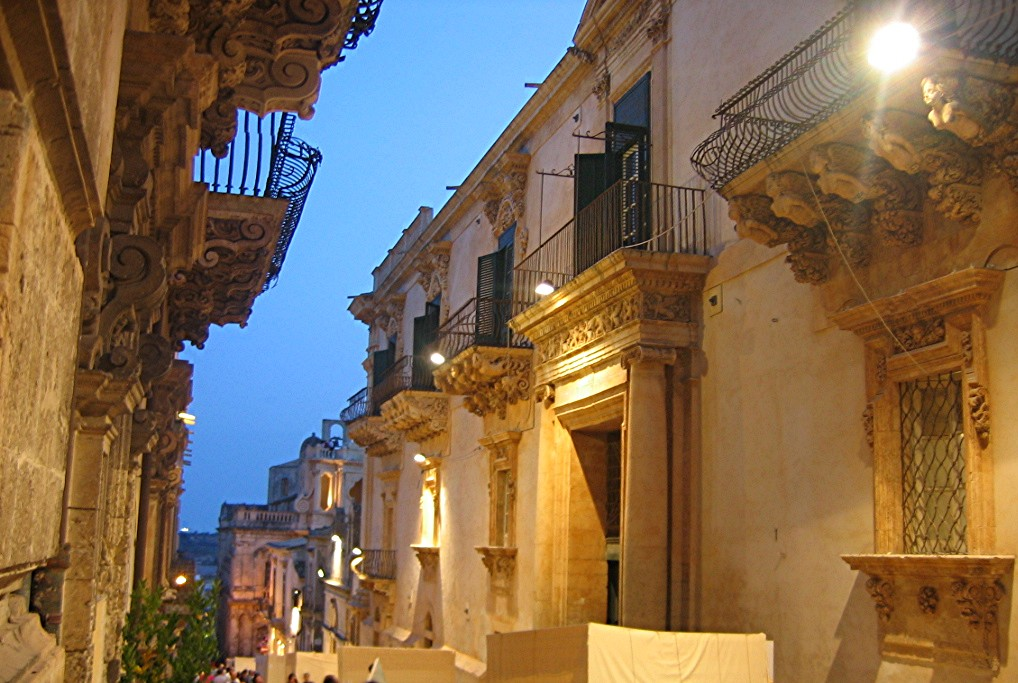
المثال التوضيحي 9: فيا نيكولاسي، نوتو

في هذه المدن الجديدة، تم تخصيص المناطق الأعلى للطبقة الأرستقراطية، حيث كان الهواء أكثر برودة وعذبًا وأفضل المناظر. تم وضع الكنيسة في وسط المدينة (شكل 8)، من أجل الراحة للجميع ولتعكس موقع الكنيسة العالمي والمركزي ؛ تم بناء الأديرة حول الاقتران بين الكاتدرائية والقصر الأسقفي. اختار التجار وأصحاب المخازن الكثير في الشوارع الواسعة المخطط لها المؤدية من الساحة الرئيسية. أخيرًا، سُمح للفقراء ببناء أكواخهم وبيوتهم المبنية من الطوب في المناطق التي لا يريدها أحد. المحامون والأطباء وأعضاء المهن القليلة بما في ذلك الحرفيون الأكثر مهارة - أولئك الذين وقعوا بين الطبقة العليا والدنيا المحددة بدقة - وكانوا قادرين على تحمل تكاليف قطع الأراضي، وغالبًا ما كانوا يعيشون على أطراف القطاعات السكنية التجارية والطبقة العليا، ولكن في كثير من الأحيان كان هؤلاء الأشخاص يعيشون في منزل أكبر أو أكبر من منزل جيرانهم في المناطق الفقيرة. ومع ذلك، عاش العديد من الفنانين المهرة الذين يعملون في إعادة البناء كجزء من الأسر الممتدة لرعاتهم. وبهذه الطريقة، أصبح تخطيط المدن الباروكي يرمز إلى السلطة السياسية ويعكسها، ثم انتشر أسلوبها وفلسفتها فيما بعد حتى أنابوليس وسافانا في أمريكا الإنجليزية،  وأبرزها القرن التاسع عشر لهوسمان القرن إعادة تصميم باريس. تم إعداد المسرح الآن لانفجار العمارة الباروكية، والتي كانت سائدة في صقلية حتى أوائل القرن التاسع عشر قرن. 
في وقت لاحق، تحولت أيضًا العديد من البلدات والمدن الصقلية الأخرى التي تضررت قليلاً أو لم تمسها الزلزال تمامًا، مثل باليرمو، بأسلوب الباروك، مع انتشار الموضة والأرستقراطيين الذين لديهم قصر في كاتانيا يتمنون أن يتمنى قصرهم في كانت العاصمة غنية مثل تلك الموجودة في المدينة الثانية. في باليرمو كنيسة سانتا كاترينا [كنيسة سانتا كاترينا (باليرمو)]، التي بدأت في عام 1566، كانت واحدة من العديد من المدن التي أعيد تزيينها بالداخل في القرن الثامن عشر قرن على الطراز الباروكي، مع الرخام الملون. 

### الكنائس الجديدة والبلازي

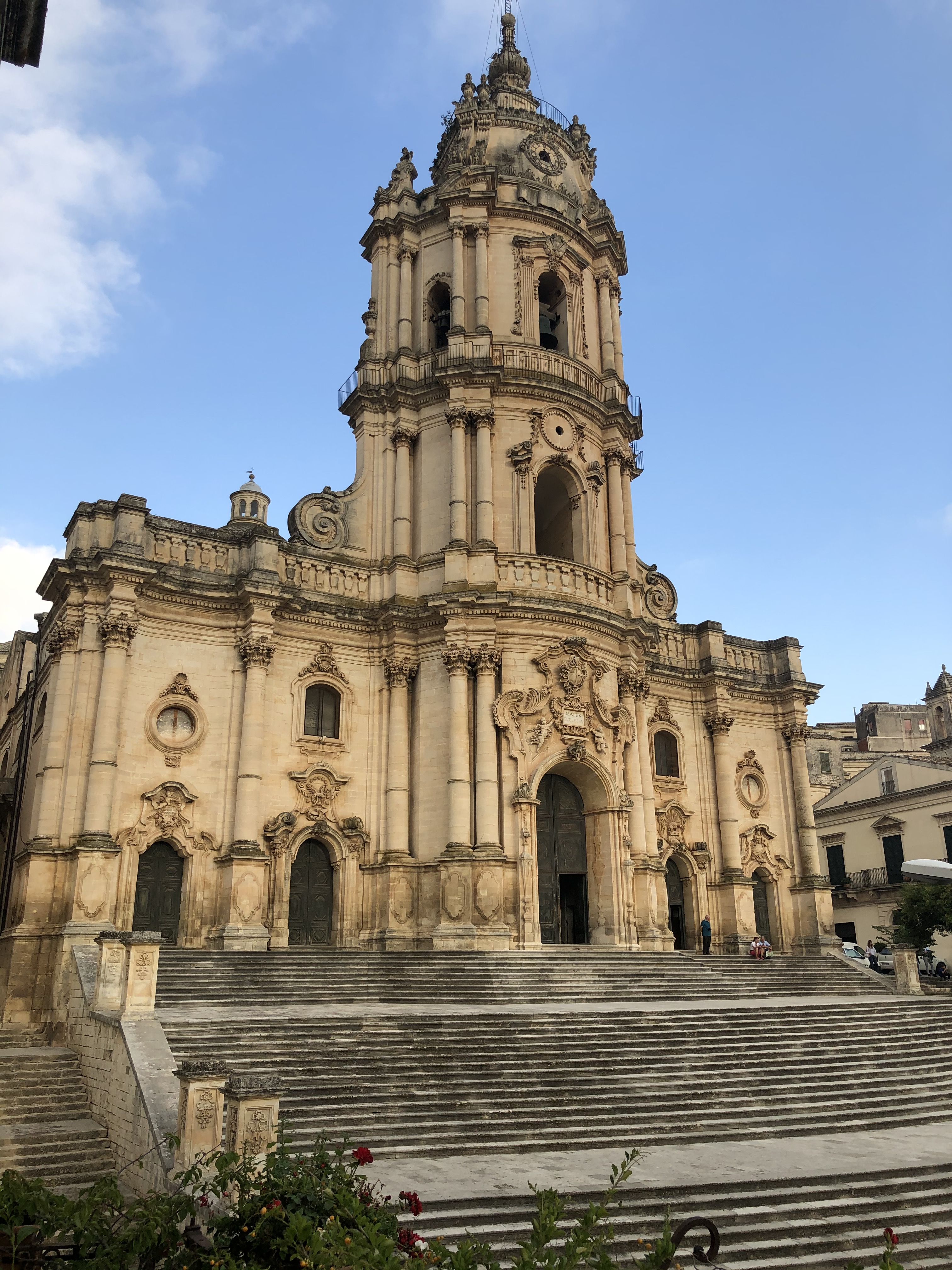
شكل توضيحي 10: كاتدرائية سان جورجيو ، موديكا

لقد قيل عن شكل الباروك الخاص بجزيرة صقلية، بعد 1693، «إن المباني التي تم تصورها في أعقاب هذه الكارثة عبرت عن حرية الزخرفة الفاتحة التي كان القصد منها، ربما، هو تهدئة الرعب». في حين أن هذا وصف دقيق لأسلوب يكاد يكون بمثابة احتفال بهجة الحياة في الحجر، فمن غير المرجح أن يكون سبب الاختيار. كما هو الحال مع جميع الأنماط المعمارية، كان اختيار الأسلوب مرتبطًا ارتباطًا مباشرًا بالموضة الحالية. تم الانتهاء من فرساي في عام 1688 بأسلوب باروكي أكثر صرامة ؛ تمت محاكاة قصر لويس الرابع عشر الجديد على الفور في جميع أنحاء أوروبا من قبل أي أرستقراطي أو صاحب سيادة في أوروبا يطمح إلى الثروة أو الذوق أو السلطة.  وهكذا، كان الخيار الواضح لـ «المشردين الأغنياء» في صقلية، والذين كان هناك المئات منهم. ومع ذلك، فإن التجاوزات في الفلل ذات الطراز الباروكي والفيلات الريفية التي سيتم بناؤها في صقلية، سرعان ما جعلت فرساي تبدو نموذجًا لضبط النفس.
كما 18 بزغ فجر القرن، تم توظيف المهندسين المعماريين الصقليين لإنشاء القصر والكنائس الجديدة. كان هؤلاء المهندسين المعماريين، غالبًا محليين، قادرين على التصميم بأسلوب أكثر تعقيدًا من أسلوب أواخر القرن السابع عشر القرن: تم تدريب العديد في البر الرئيسي لإيطاليا وعادوا بفهم أكثر تفصيلاً للغة الباروك. ألهم عملهم المصممين الصقليين الذين لا يسافرون كثيرًا. والأهم من ذلك، أن هؤلاء المهندسين المعماريين قد ساعدوا أيضًا من خلال كتب النقوش التي كتبها دومينيكو دي روسي، الذي كتب لأول مرة نصًا بنقوشه، مع إعطاء الأبعاد والقياسات الدقيقة للعديد من واجهات عصر النهضة والباروك الرئيسية في روما. بهذه الطريقة، وصل عصر النهضة أخيرًا إلى صقلية بالوكالة. 
في هذه المرحلة من تطورها، كان الباروك الصقلي لا يزال يفتقر إلى حرية الأسلوب التي كان سيكتسبها لاحقًا. كان جيوفاني باتيستا فاكاريني المهندس المعماري الصقلي الرائد خلال هذه الفترة. وصل إلى الجزيرة في عام 1730 حاملاً معه مزيجًا من مفاهيم برنيني وبوروميني، وقدم إلى هندسة الجزيرة حركة موحدة ومسرحية من المنحنيات، والتي كانت غير مقبولة في روما نفسها. ومع ذلك، تعتبر أعماله أقل جودة من تلك التي ستأتي.  الأعمال البارزة التي تعود إلى هذه الفترة هي الثامن عشر أجنحة القرن في بالازو بيسكاري في كاتانيا وكاتدرائية كاتانيا في فاكاريني، أيضًا في كاتانيا. في هذا المبنى، قام فاكاريني بنسخ عواصم العمارة المدنية في جوارينو جواريني بشكل واضح. إن هذا النسخ المتكرر للتصميمات الراسخة هو الذي يتسبب في أن تكون الهندسة المعمارية من هذه الفترة، على الرغم من كونها غنية، منضبطة وتقريباً للسيطرة عليها. كان أسلوب فاكاريني، الذي تم تعيينه مهندسًا في المدينة عام 1736، يهيمن على كاتانيا على مدار العقود التالية.  
كان العائق الثاني أمام تحقيق المهندسين المعماريين الصقليين لإمكاناتهم بالكامل في وقت سابق هو أنهم في كثير من الأحيان كانوا يعيدون بناء هيكل متضرر، ونتيجة لذلك اضطروا إلى مطابقة تصميماتهم مع ما كان من قبل أو ما زال قائماً. كاتدرائية سان جورجيو في موديكا (رسم 10) مثال. تعرضت لأضرار بالغة في زلزال عام 1613، وأعيد بناؤها في عام 1643 بأسلوب الباروك مع الحفاظ على تخطيط العصور الوسطى، ثم تضررت مرة أخرى في عام 1693. بدأت إعادة البناء مرة أخرى في عام 1702، من قبل مهندس معماري غير معروف ؛ أشرف روزاريو جالياردي على اكتمال الواجهة في عام 1760، 
كان هناك أيضًا تأثيرات أخرى في العمل في هذا الوقت. بين عامي 1718 و 1734 حكم صقلية شخصيًا من قبل تشارلز السادس من فيينا، ونتيجة لذلك يمكن إدراك العلاقات الوثيقة مع العمارة النمساوية. تعد العديد من المباني في الجزيرة تقليدًا وقحًا لأعمال فيشر فون إرلاخ، الذي كان قد بدأ في إعادة بناء قصر شونبرون في عام 1686 في شكل بسيط من الباروك ؛  تم إعادة إنتاج هذا النموذج لاحقًا في صقلية في السنوات الأخيرة من عصرها الباروكي. كان للقصر أيضًا درج خارجي (تمت إزالته عام 1746) مماثل لتلك التي تطورت لاحقًا في صقلية. زار أحد المعماريين الصقليين، الراهب توماسو نابولي، فيينا مرتين في أوائل القرن،  وعاد بمخزن للنقش والرسومات. أصبح لاحقًا مهندسًا لفيلتين ريفيتين من أوائل فترة الباروك الصقلية، وهي رائعة لجدرانها المقعرة والمحدبة والتصميم المعقد لسلالمها الخارجية. واحد فيلا، له فيلا بالاغونيا في في باغيريا، التي بدأت عام 1705،  هو الأكثر تعقيدا وبارعة في أي شيدت في عصر الباروك صقلية:  درج مزدوج رحلاتها على التوالي، في كثير من الأحيان تغيير الاتجاه، هو أن يكون النموذج الأولي لل السمة المميزة للباروك الصقلي.
في وقت لاحق، ستستمر موجة جديدة من المهندسين المعماريين الذين سيتقنون المشاعر الباروكية، مدركين لأنماط الروكوكو الداخلية التي تبدأ في مكان آخر لتتفوق على الباروك، في تطوير اللمعان و «المفاهيم المرنة للفضاء» التي أصبحت اليوم مرادفة لمصطلح صقلية الباروك. 

## ارتفاع الباروك الصقلي

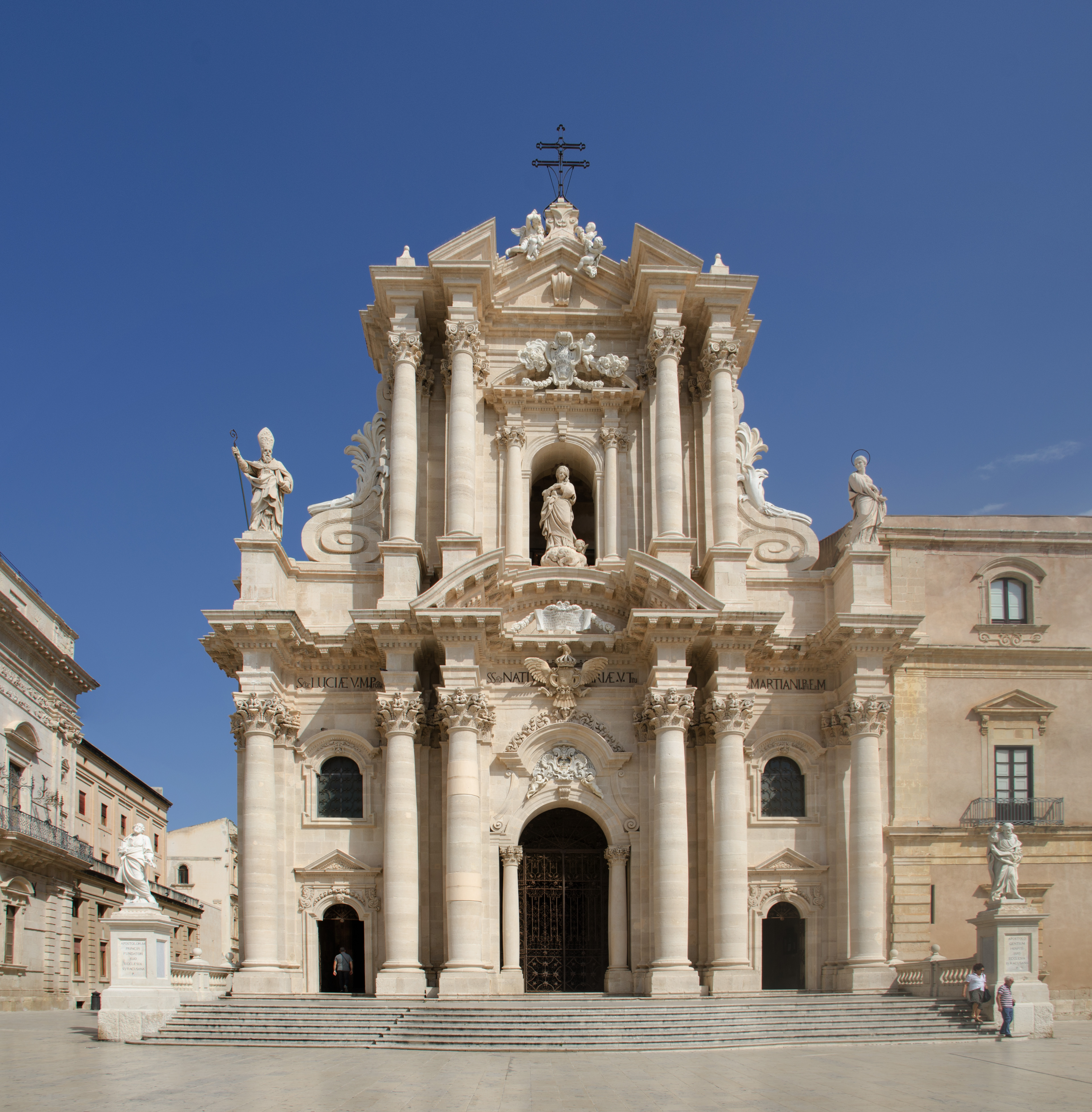
شكل توضيحي 11: كاتدرائية سيراكيوز، واجهة كاتدرائية أندريا بالما (بدأت عام 1728). استنادًا إلى صيغة قوس النصر الروماني، تخلق الجماهير المكسورة داخل الواجهة ذات الأعمدة تأثيرًا مسرحيًا.

حوالي عام 1730، بدأ أسلوب الباروك تدريجياً في الانفصال عن النمط الروماني المحدد للباروك واكتسب شخصية أقوى، لسببين: الاندفاع لإعادة البناء كان ينحسر والبناء أصبح أكثر راحة ومدروس ؛ وجاءت مجموعة جديدة من المهندسين المعماريين الصقليين المزروعين محليًا في المقدمة. كان هذا الجيل الجديد قد شاهد إعادة البناء في الباروك، ودرس النقوش والكتب والأطروحات المعمارية التي تصل بشكل متكرر أكثر من البر الرئيسي. ومع ذلك، لم يكونوا مثل أسلافهم (الطلاب الرومان السابقين)، وبالتالي كانوا قادرين على صياغة أنماط فردية قوية خاصة بهم. وكان من بينهم أندريا بالما وروزاريو جالياردي وتوماسو نابولي.  مع الأخذ في الاعتبار الباروك في نابولي وروما، قاموا الآن بتكييف تصميماتهم مع الاحتياجات والتقاليد المحلية. غالبًا ما كان استخدامهم للموارد واستغلالهم للمواقع مبتكرًا بشكل كبير. قام نابولي ثم فاكاريني بالترويج لاستخدام الدرج الخارجي، والذي تم أخذه الآن إلى بعد جديد: سيتم الوصول إلى الكنائس على قمة التل من خلال رحلات خيالية من الخطوات التي تستحضر معلم فاكاريني فرانشيسكو دي سانكتيس الإسبانية في روما. 
غالبًا ما أصبحت واجهات الكنائس تشبه كعكات الزفاف بدلاً من أماكن العبادة حيث نما المعماريون في الثقة والكفاءة والمكانة.  الديكورات الداخلية للكنيسة، والتي كانت حتى هذا التاريخ مشاة قليلاً، جاءت بشكل خاص في باليرمو لتزين في أعمال شغب من الرخام المرصع بمجموعة متنوعة من الألوان. وصف أنتوني بلانت هذه الزخرفة بأنها «إما رائعة أو مثيرة للاشمئزاز، ولكن بغض النظر عن رد فعل المتفرج الفردي تجاهها، فإن هذا النمط هو مظهر من مظاهر الوفرة الصقلية، ويجب تصنيفها من بين أهم إبداعات الفن الباروكي في الجزيرة.».  هذا هو مفتاح الباروك الصقلي: لقد كان ملائمًا بشكل مثالي للشخصية الصقلية، وهذا هو السبب في تطورها بشكل كبير في الجزيرة. لا يوجد مكان في صقلية يتجلى فيه تطور الطراز الباروكي الجديد أكثر من راغوزا وكاتانيا.

### راغوزا
تعرضت راغوزا لأضرار بالغة في عام 1693. البلدة مقسمة إلى نصفين، مقسومًا على واد عميق يُعرف باسم "Valle dei Ponti": البلدة القديمة من راغوزا إيبلا
و أعلى راغوزا.

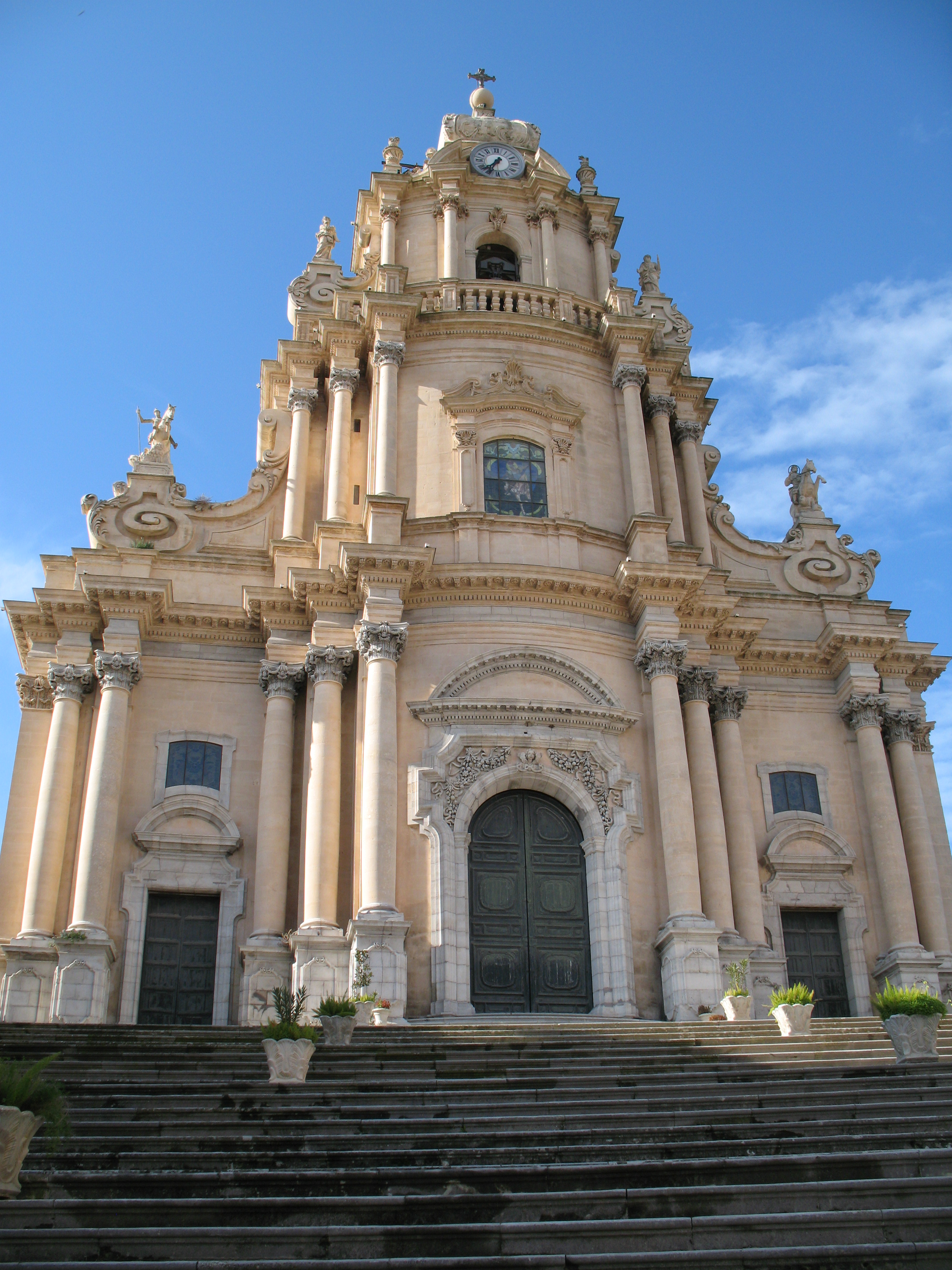
شكل توضيحي 12: كاتدرائية روزاريو غالياردي لسان جورجيو في راغوزا

تفتخر راغوزا إيبلا، المدينة السفلى، بمجموعة رائعة من العمارة الباروكية، والتي تشمل دومو سان جورجيو من تصميم روزاريو غالياردي، المصمم في عام 1738 (رسم توضيحي) 12). في تصميم هذه الكنيسة، استغل جاجلياردي التضاريس الصعبة في موقع التلال. أبراج الكنيسة بشكل مثير للإعجاب فوق درج رخامي ضخم من حوالي 250 درجة،  ميزة باروكية، تم استغلالها بشكل خاص في صقلية بسبب تضاريس الجزيرة. يبدو أن البرج ينفجر من الواجهة، حيث تبرزه الأعمدة والأعمدة المثبتة على الجدران المنحنية. فوق المداخل وفتحات النوافذ، تمرر الأقواس وتنحني بشعور من الحرية والحركة التي لم يكن من الممكن تصورها للمهندسين المعماريين السابقين المستوحاة من برنيني وبوروميني. لم تتم إضافة القبة الكلاسيكية الجديدة حتى عام 1820. 
تقع كنيسة سانتا ماريا ديلي في زقاق يربط بين راغوزا إيبلا وراجوزا سوبريوري. هذه الكنيسة مثيرة للاهتمام، على الرغم من تضررها بشدة في الزلزال. أعيد بناء نصف الكنيسة فقط على الطراز الباروكي، بينما تم الاحتفاظ بالنصف الباقي على الطراز النورماندي الأصلي (مع السمات القوطية)، مما يدل على تطور الباروك الصقلي.

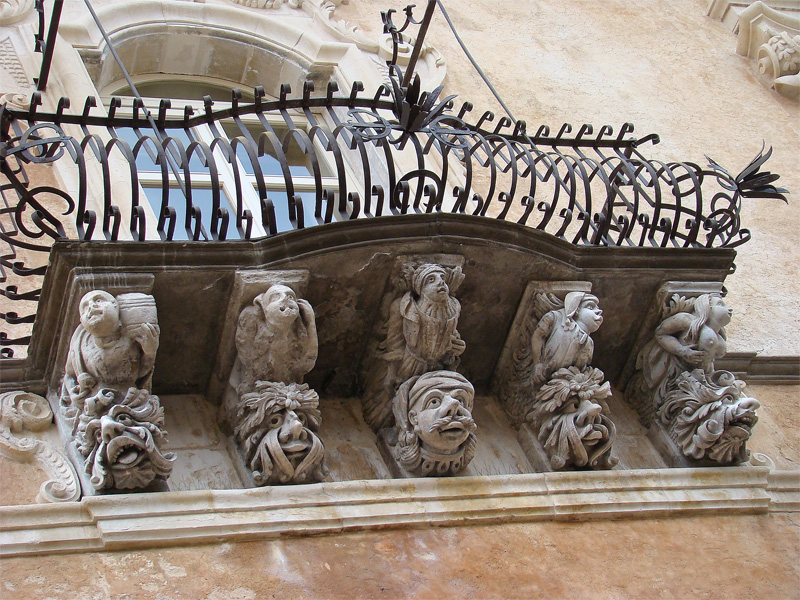
شرفة قصر زاكو

يعد قصر زاكو أحد المباني الباروكية الأكثر شهرة في المدينة، حيث تدعم أعمدته الكورنثية شرفات من أعمال الحديد المطاوع المذهلة، في حين أن دعامات grotesques تسخر من المارة أو تصدمهم أو تروقهم. تم بناء القصر في النصف الثاني من القرن الثامن عشر قرن من قبل بارون ملفي دي سان أنطونيو. استحوذت عليها عائلة زاكو لاحقًا، ثم سُميت باسمها. يحتوي المبنى على واجهتين للشارع، ولكل منهما ست شرفات واسعة تحمل شعار النبالة لعائلة ملفي، وهي عبارة عن إطار من أوراق الأقنثة يميل منها بوتو. تتميز الشرفات، وهي سمة من سمات القصر، بالتميز باختلاف الكسور التي تدعمها. النقاط المحورية للواجهة الرئيسية هي الشرفات المركزية الثلاث، مقسومة على أعمدة ذات تيجان كورنثية. هنا الشرفات مدعومة بصور موسيقيين بوجوه بشعة.
تم بناء كاتدرائية راغوزا في راغوزا سوبريوري بين عامي 1718 و 1778.  واجهتها الرئيسية هي الباروك النقي، وتحتوي على منحوتات ومنحوتات رائعة. تحتوي الكاتدرائية على برج جرس مرتفع صقلي بنفس الطراز. ينقسم الجزء الداخلي الباروكي المزخرف إلى ثلاثة أروقة ذات أعمدة. تمت إعادة تصميم راغوزا سوبريوري بعد عام 1693 حول الكاتدرائية ويعرض ظاهرة غير عادية للباروك الصقلي: القصر هنا خاص بهذه المدينة، من طابقين فقط وطويل، مع التأكيد على الخليج المركزي فقط من خلال شرفة وقوس للحديقة الداخلية . هذا النمط البرتغالي للغاية، الذي ربما تم تصميمه لتقليل الأضرار في الزلازل المستقبلية، يختلف تمامًا عن قصر القصور في راغوزا إيبلا، والذي يتميز بأسلوب صقلي حقيقي. على غير المعتاد، ظل الباروك باقياً هنا حتى أوائل القرن التاسع عشر قرن. وكانت اخر قصر بنيت هنا في شكل الباروك ولكن مع أعمدة رومانية دوريك وشرفات الكلاسيكية الجديدة. 

### كاتانيا

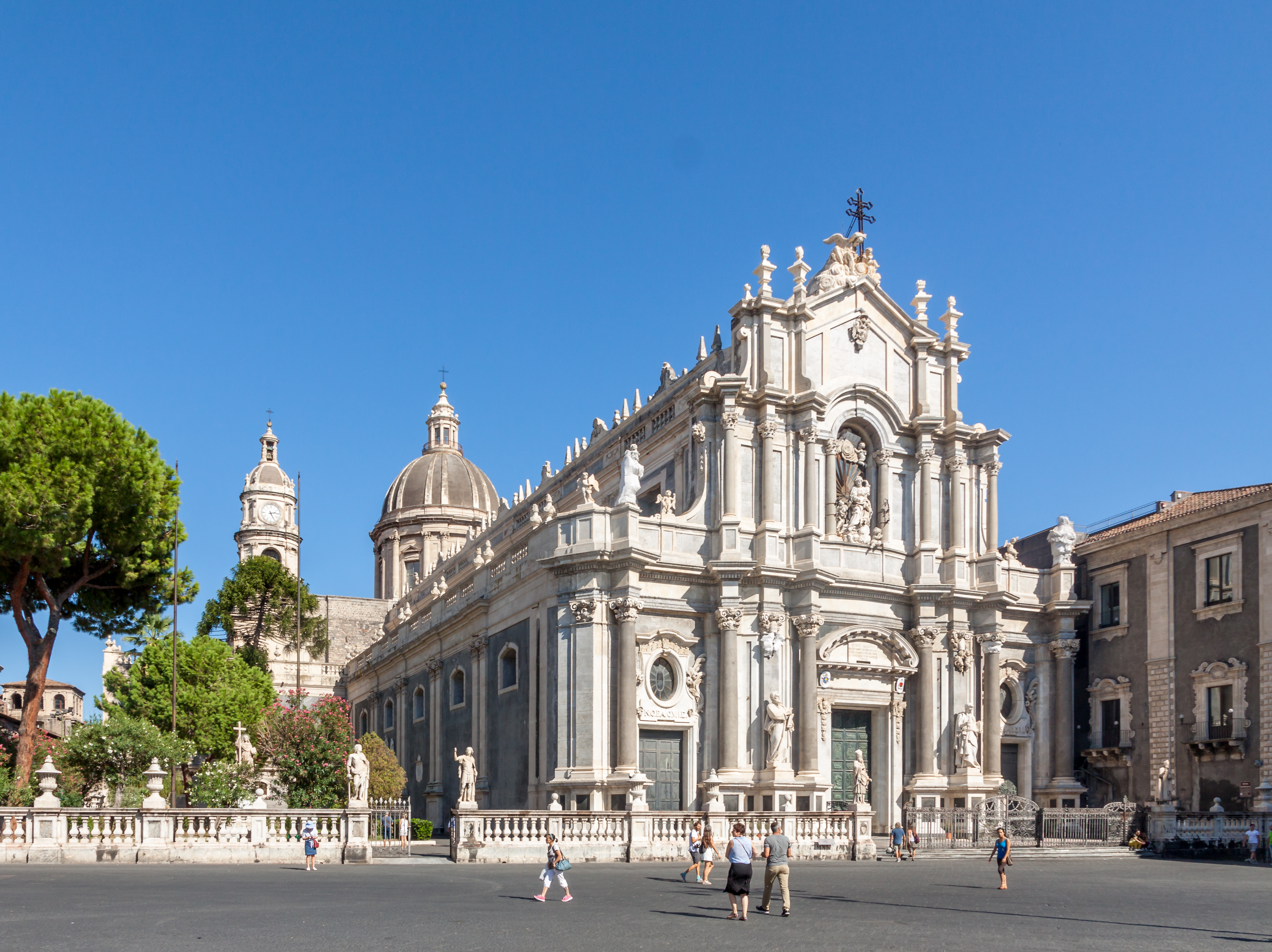
شكل توضيحي 13: كاتدرائية كاتانيا. تُظهر الواجهة الرئيسية لجيوفاني باتيستا فاكاريني عام 1736 التأثيرات المعمارية الإسبانية.

كانت كاتانيا، ثاني مدن صقلية، الأكثر تضررًا من بين جميع المدن الكبرى في عام 1693،  ولم يتبق منها سوى كاستيلو أورسينو من القرون الوسطى وثلاثة منابر الكاتدرائية ؛ وهكذا تم إعادة تصميمه وإعادة بنائه. قسم التصميم الجديد المدينة إلى أحياء، مقسومة على طريقين يلتقيان عند تقاطع يعرف باسم بيازا ديل دومو (ميدان الكاتدرائية). أشرف على إعادة البناء أسقف كاتانيا، والمهندس المعماري الوحيد الباقي على قيد الحياة، ألونزو دي بينيديتو [الإنجليزية] .  ترأس دي بينيديتو فريقًا من المهندسين المعماريين المبتدئين تم استدعاؤهم من ميسينا، والذي سرعان ما بدأ في إعادة البناء، مع التركيز أولاً على بيازا ديل دومو. توجد ثلاثة ملاعب هنا، قصر الأسقف، و Seminario وواحد آخر. عمل المهندسون المعماريون في وئام تام ومن المستحيل التمييز بين عمل دي بينيديتو وعمل زملائه الصغار. العمل كفء ولكنه ليس رائعًا، بسطوح مزخرفة على الطراز الصقلي للقرن السابع عشر، ولكن غالبًا ما تكون الزخرفة في الطوابق العليا سطحية. هذا هو نموذج الباروك في هذه الفترة بعد الزلزال مباشرة. 
في عام 1730، وصل فاكاريني إلى كاتانيا كمهندس معماري معين للمدينة وأعجب على الفور بالطراز الروماني الباروكي.  تفقد الأعمدة السطوح وتدعم الأفاريز والأفاريز من النوع الروماني، أو الأقواس المنحنية، والأعمدة القائمة بذاتها تدعم الشرفات. كما استغلت فاكارينى المحلي الحجر الحمم السوداء كسمة الزخرفية بدلا من مواد البناء العامة، استخدامه بشكل متقطع مع المواد الأخرى، وبشكل مذهل ل المسلة معتمدة على الجزء الخلفي من كاتانيان الشعار الفيل، لنافورة في أسلوب برنيني في أمام دار البلدية الجديدة.  واجهة فاكاريني الرئيسية لكاتدرائية كاتانيا، والمخصصة لسانتا أجاتا، تظهر تأثيرات إسبانية قوية حتى في هذه المرحلة المتأخرة من العصر الباروكي الصقلي. يوجد أيضًا في المدينة كنيسة ديلا كوليجياتا لستيفانو إتار، التي بنيت حوالي عام 1768،  ومثال على الباروك الصقلي في أبسط أسلوب له. 

## التصميمات الداخلية للكنيسة

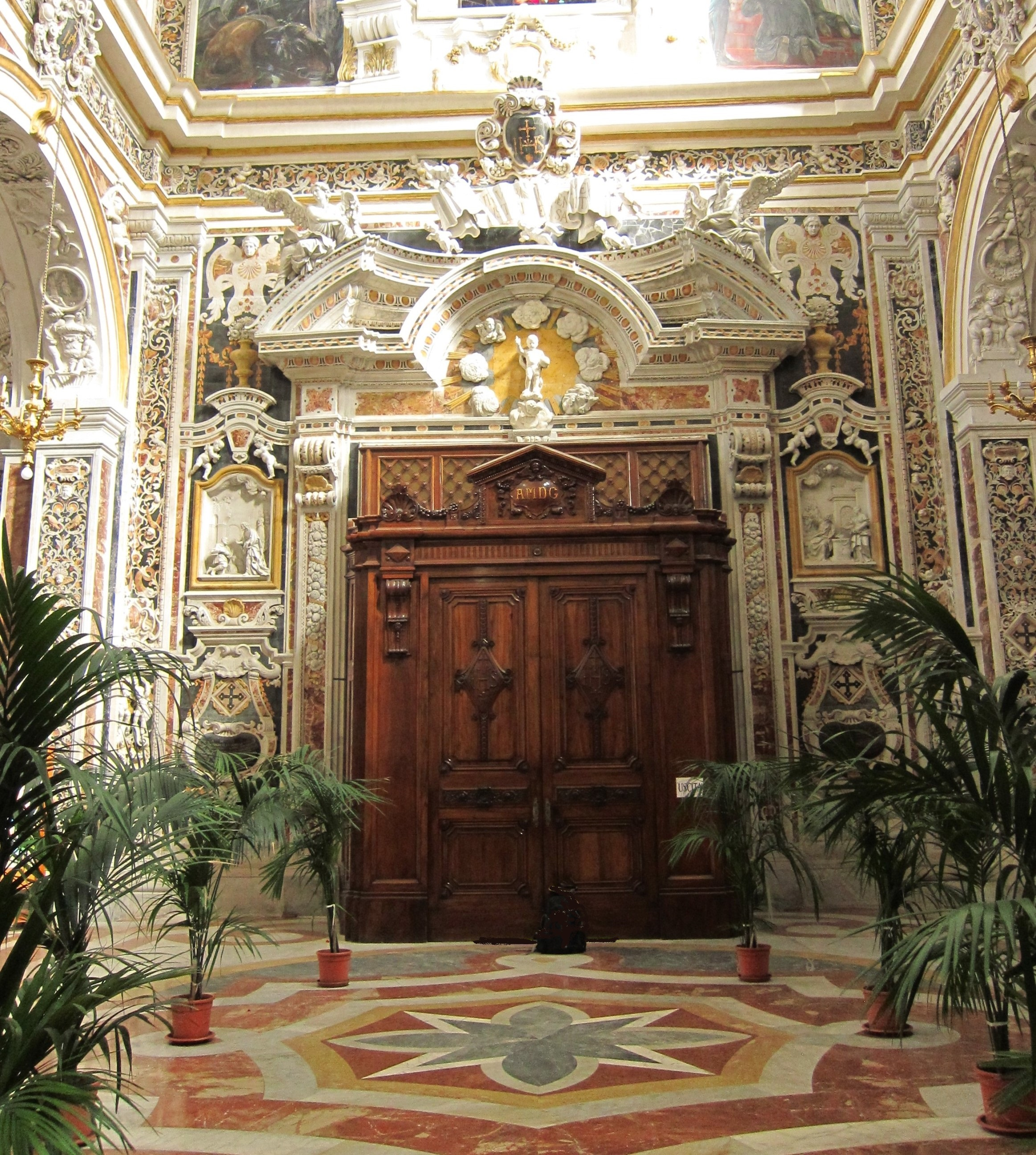
شكل توضيحي 14: Chiesa del Gesù، باليرمو (1564-1633)، مع الاستخدام الوفير للرخام متعدد الألوان على الأرضية والجدران

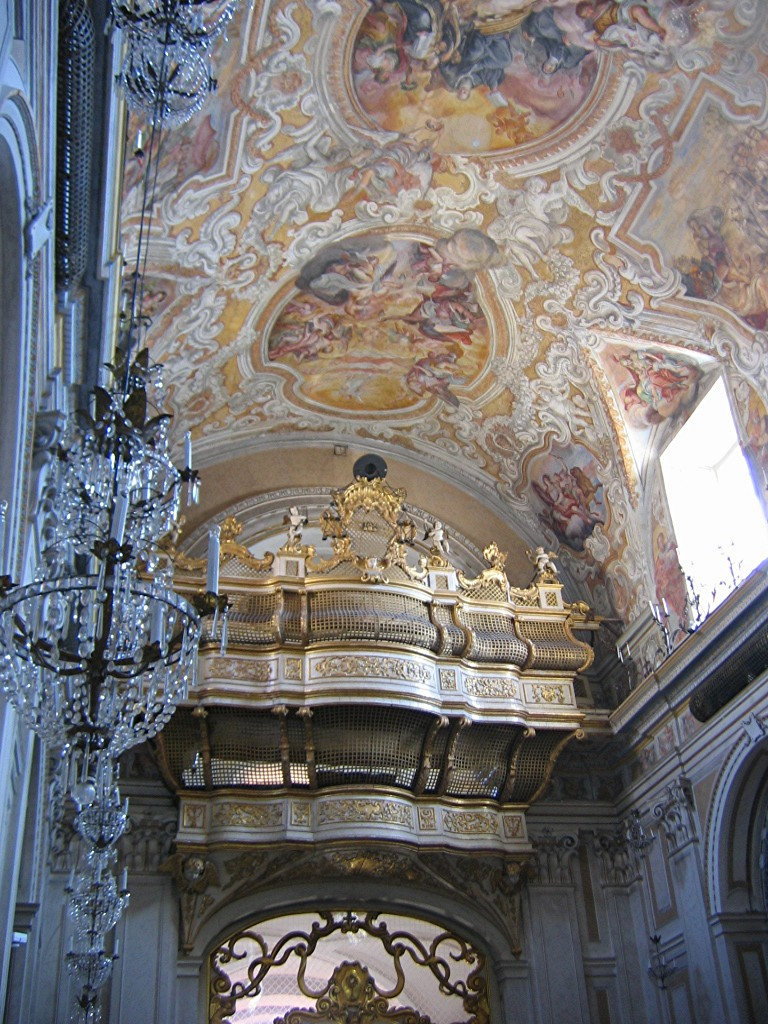
المثال التوضيحي 15: جوقة الراهبات في كنيسة سان بينيديتو، كاتانيا

تم تزيين التصميمات الخارجية للكنيسة في صقلية بأساليب متقنة من الربع الأول من القرن السابع عشر، مع الاستخدام الواسع للنحت والجص واللوحات الجدارية والرخام (رسم توضيحي 14). عندما كانت كنائس ما بعد الزلزال قد اكتملت في أواخر عشرينيات القرن الثامن عشر، بدأت التصميمات الداخلية أيضًا في عكس هذه الزخرفة الخارجية، لتصبح أخف وزناً وأقل كثافة (قارن الرسم التوضيحي 14 إلى الجزء الداخلي من التوضيح لاحقًا 15)، مع زخرفة منحوتة غزيرة للأعمدة والأفاريز والأقواس، غالبًا في شكل المعجون والنباتات والحيوانات. يعد الرخام الملون المطعّم على الأرضيات والجدران بأشكال معقدة أحد أكثر السمات المميزة لهذا الطراز.  غالبًا ما تُشتق هذه الأنماط مع حلياتها الدائرية من الرخام السماقي من التصاميم الموجودة في الكاتدرائيات النورماندية في أوروبا، مما يدل مرة أخرى على الأصول النورماندية للعمارة الصقلية. عادة ما يكون المذبح المرتفع هو قطعة المقاومة : في كثير من الحالات، كتلة واحدة من الرخام الملون، مزينة بلفائف وأكليل مذهبة، وغالبًا ما تكون مغمورة بأحجار أخرى مثل اللازورد والعقيق. الدرجات المؤدية إلى منصة المذبح منحنية بشكل مميز بين مقعرة ومحدبة وفي كثير من الحالات مزينة بالرخام الملون المرصع. مثال على ذلك في كنيسة القديسة زيتا في باليرمو. 
عادة ما يتم تمويل بناء كنائس صقلية ليس فقط من قبل أوامر دينية فردية ولكن أيضًا من قبل عائلة أرستقراطية. خلافًا للاعتقاد الشائع، لم يختار غالبية نبلاء صقلية عرض رفاتهم إلى الأبد في سراديب الموتى دي كابتشيني، ولكن تم دفنهم بشكل تقليدي في أقبية أسفل كنائس عائلاتهم. على الرغم من ذلك، قيل إن «جنازة الأرستقراطي الصقلي كانت إحدى اللحظات العظيمة في حياته، والرفاهية التي تمتع بها في هذه الحياة كانت لقيادته إلى التالية».  أصبحت الجنازات استعراضًا هائلاً للثروة ؛ كانت نتيجة هذه التباهي هي أن الألواح الحجرية التذكارية التي تغطي أقبية الدفن توفر اليوم مقياسًا دقيقًا لتطور تقنيات ترصيع الباروك والرخام في أي وقت محدد. على سبيل المثال، أولئك من النصف الأول من السابع عشر القرن عبارة عن رخام أبيض بسيط مزخرف بشعار محفور، واسم، وتاريخ، وما إلى ذلك. من ق. 1650، ظهرت كميات صغيرة من البطانة الرخامية الملونة، وتشكل أنماطًا، ويمكن رؤية ذلك يتطور حتى نهاية القرن، أصبح شعار النبالة والخط بالكامل من الرخام الملون الداخلي، مع حدود مزخرفة. بعد فترة طويلة من بدء الباروك في التراجع عن الموضة في ثمانينيات القرن الثامن عشر، كان الديكور الباروكي لا يزال يعتبر أكثر ملاءمة للطقوس الكاثوليكية من الكلاسيكية الجديدة القائمة على الوثنية. 
كنيسة سان بينيديتو في كاتانيا (توضيح 15) هو مثال رائع للتصميم الداخلي الباروكي الصقلي، الذي تم تزيينه بين عامي 1726 و 1762، وهي الفترة التي كان فيها الباروك الصقلي في ذروة الموضة والفردية. قام الفنان جيوفاني توكاري برسم الأسقف على الجص. الجزء الأكثر إثارة في زخرفة الكنيسة هو جوقة الراهبات (رسم توضيحي 15)، تم إنشاؤه ق. 1750، والذي تم تصميمه بحيث يمكن سماع أصوات الراهبات أثناء الخدمات، لكن الراهبات أنفسهن ما زلن منفصلات تمامًا عن العالم الأقل روحانيًا في الخارج وغير مرئي.

## الداخلية القصور

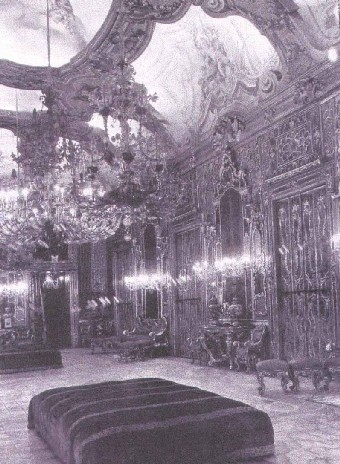
شكل توضيحي 16: قاعة الرقص في قصر جانجي، باليرمو

غالبًا ما تكون التصميمات الداخلية في القصر أقل تفصيلاً من تلك الموجودة في كنائس صقلية الباروكية. تم الانتهاء من العديد من الزخارف الداخلية المزخرفة قليلاً لأن بنائها استغرق وقتًا طويلاً: بحلول الوقت الذي تم الانتهاء منه، كان الباروك قد انتهى من الموضة ؛ في هذه الحالات، تم تزيين الغرف الرئيسية بشكل متكرر بأسلوب كلاسيكي جديد متأثر بأواخر القرن الثامن عشر انجلومانيا صقلية القرن القرن وعلى وجه الخصوص اعجاب روبرت آدم وويدجوود الفخار.  ومع ذلك، في أسلوب الصقلي صحيح، حتى هذا النمط أكثر عفة من شأنه غالبا ما يكون منمق مع الباروك -البوق l'œil الأرقام الملونة وأرضيات مبلطة صقلية، مثل يمكن العثور على فيلا سبيدالوتو في باغيريا. 
غالبًا ما يتم العثور على مزيج من النمطين، كما هو الحال في جناح قاعة الرقص في قصر أجوتاميكريستو في باليرمو، الذي بناه أندريا جيجانتي في عام 1763، حيث قام جوزيبي كريستادورو برسم سقف قاعة الاحتفالات بمشاهد مجازية مؤطرة بزخارف مذهبة باروكية في الجبس. كان هذا السقف قديم الطراز بالفعل عند الانتهاء، وتم تزيين باقي الغرفة بطريقة أبسط بكثير. عندما حدث الديكور الداخلي الباروكي، كما هو الحال في أي مكان آخر في إيطاليا، كانت أرقى الغرف وأكثرها زخرفة هي تلك الموجودة على البيانو نوبيل، المخصصة للضيوف والترفيه. ومع ذلك، في بعض الأحيان، يعني التاريخ المتأخر للإنجاز أنه يمكن وصف الزخرفة بأنها روكوكو - أغنية البجعة البراقة في عصر الباروك. 
سبب آخر لغياب الزخرفة الباروكية، والأكثر شيوعًا، هو أن معظم الغرف لم تكن مخصصة للعرض العام، وبالتالي فهي زخرفة باهظة الثمن. كان العديد من البلازي شاسعة ؛ يضم بالازو بيسكاري 700 غرفة. كان هذا ضروريًا لأن أسرة الأرستقراطي الصقلي، بدءًا من نفسه وزوجته والعديد من الأطفال، ستحتوي أيضًا عادةً على مجموعة من الأقارب الأفقر وأفراد الأسرة الممتدة الآخرين، وجميعهم لديهم شقق صغيرة في المنزل.  علاوة على ذلك، كان هناك موظفون بأجر، غالبًا ما يشمل قسيسًا خاصًا أو معترفًا، وماجوردومو، ومربيات، وسكرتير، وأخصائي أرشيف، ومحاسب، وأمين مكتبة، وعدد لا يحصى من الخدم الأدنى، مثل العتال لدق الجرس عددًا محددًا من المرات وفقًا إلى رتبة ضيف يقترب.  غالبًا ما كانت عائلات الخدم الممتدة، خاصةً كبار السن، تعيش أيضًا في القصر. وبالتالي، كانت هناك حاجة إلى العديد من الغرف لإيواء الأسرة. غالبًا ما كانت أماكن المعيشة اليومية، حتى غرف نوم «مايسترو ومايسترا دي كاسا»، مزينة ومفروشة ببساطة.  جيرارد جيفن في كتابه صقلية، أرض الأمراء الفهد أن غرف النوم كانت متقدة لأنها كانت غرفًا لمحاربة الإغراء والخطيئة بقدر ما كانت للنوم. 
تطلب التقاليد الصقلية مزيدًا من الغرف التي كانت علامة على سوء التربية للسماح حتى لمجرد المعارف بالبقاء في النزل المحلية.  أي أجنبي زائر، وخاصة من مدينة أوروبية بعيدة، كان يُنظر إليه على أنه تذكار خاص ويضيف مكانة اجتماعية. ومن ثم نادرا ما كان منزل الأرستقراطي الصقلي خاليًا أو هادئًا. 

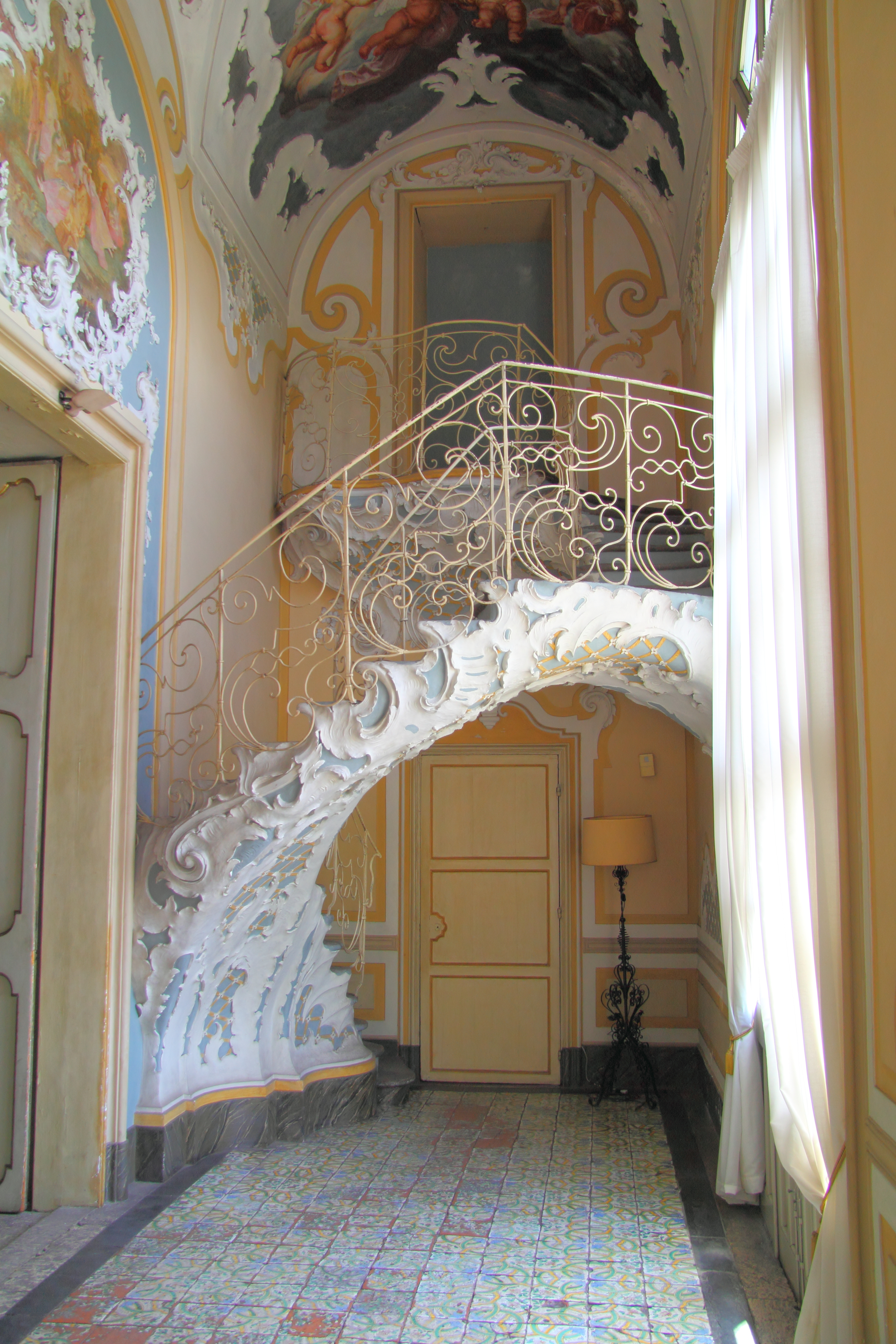
شكل توضيحي 17: الدرج الملتهب في بالازو بيسكاري.

تم إدخال غرف بيانو نوبيل رسميًا من درج خارجي مزدوج على الطراز الباروكي: كانت تتألف من مجموعة من الصالونات الكبيرة والصغيرة، مع وجود صالون كبير جدًا هو الغرفة الرئيسية في المنزل، وغالبًا ما تستخدم كقاعة رقص. في بعض الأحيان كانت غرف نوم الضيوف موجودة هنا أيضًا، ولكن بحلول نهاية القرن الثامن عشر القرن كانوا في كثير من الأحيان في الطابق الثانوي أعلاه. إذا تم تزيين الغرف خلال عصر الباروك، فسيتم تزيين الغرف بغزارة. غالبًا ما كانت الجدران معكوسة، والمرايا مدمجة في إطارات مذهبة في الجدران، وغالبًا ما تتناوب مع لوحات مؤطرة بشكل مشابه، بينما كانت الحوريات والرعاة المصبوبون يزينون الفراغات بينهما. كانت الأسقف مرتفعة ومزخرفة بالجص، ومن السقف تتدلى ثريات ملونة ضخمة من زجاج المورانو،  بينما جاء مزيد من الضوء من الشمعدانات المذهبة التي تحيط بالمرايا التي تزين الجدران. واحدة من أبرز الغرف في هذا النمط هي معرض المرايا في قالب:Ill-WD2قصر فالغارنيرا جانجي (رسم توضيحي) 16)، وهو مبنى يوصف بأنه «أشهر قصر في صقلية». هذه الغرفة جاسباري فوماغالي [الإنجليزية] مع ذلك، واحدة من عدد قليل من الغرف على الطراز الباروكي في هذا قصر الباروك، الذي كان (من 1750) الموسعة وتحويلها من قبل صاحبها ماريانا فالغارنيرا، ومعظمها في الطراز الكلاسيكي الحديث في وقت لاحق.   وصلت الزخرفة الداخلية الباروكية في النهاية إلى هذه الوفرة التي أصبحت تُعرف باسم روكوكو: ويتجلى ذلك في الدرج الداخلي (رسم توضيحي 17) في بالازو بيسكاري، اكتمل عام 1763. 
كان الأثاث في عصر الباروك منسجمًا مع الأسلوب: مزخرف ومذهّب وكثيرًا ما كان مرصعًا بالرخام المستخدم في صناعة أسطح الطاولات. كان الأثاث عابرًا داخل المنزل، وكثيرًا ما يتم نقله بين الغرف كما هو مطلوب، مع ترك الغرف الأخرى غير مفروشة. في بعض الأحيان تم تكليف أثاث لغرفة معينة على وجه التحديد، على سبيل المثال لمطابقة لوحة الحائط الحريرية داخل إطار مذهب. بالنسبة للجزء الأكبر من الثامن عشر لطالما ترك أثاث القرن مرتبًا على الحائط، وليس أبدًا في نمط المحادثة اللاحق في وسط الغرفة، والتي كانت دائمًا فارغة في عصر الباروك: ترتيب يعرض الرخام، أو في كثير من الأحيان بلاط أرضيات مزخرف.
كان الشائع في كل من التصميم الداخلي للكنيسة والبلازي هو عمل الجص. يعد الجص مكونًا مهمًا في تصميم وفلسفة الباروك، حيث يجمع بسلاسة بين الهندسة المعمارية والنحت والرسم في شكل ثلاثي الأبعاد. مزيجها مع الأسقف المموهة والجدران في الرسم الوهمي الباروكي يخلط بين الواقع والفن. أثناء وجود الجص في الكنائس، يمكن أن يمثل الملائكة والمعجون مرتبطًا بأوراق من الزهور،  في منزل خاص قد يمثل الآلات الموسيقية أو الأطعمة المفضلة للمالك. 
أدى تغيير الاستخدام على مدار الـ 250 عامًا الماضية إلى تبسيط ديكور القصر بشكل أكبر، حيث أصبحت الطوابق الأرضية الآن عادةً متاجر أو بنوكًا أو مطاعم، والطوابق العليا مقسمة إلى شقق، وقد فقدت أو تآكلت الديكورات الداخلية. 

## أواخر الباروك الصقلي

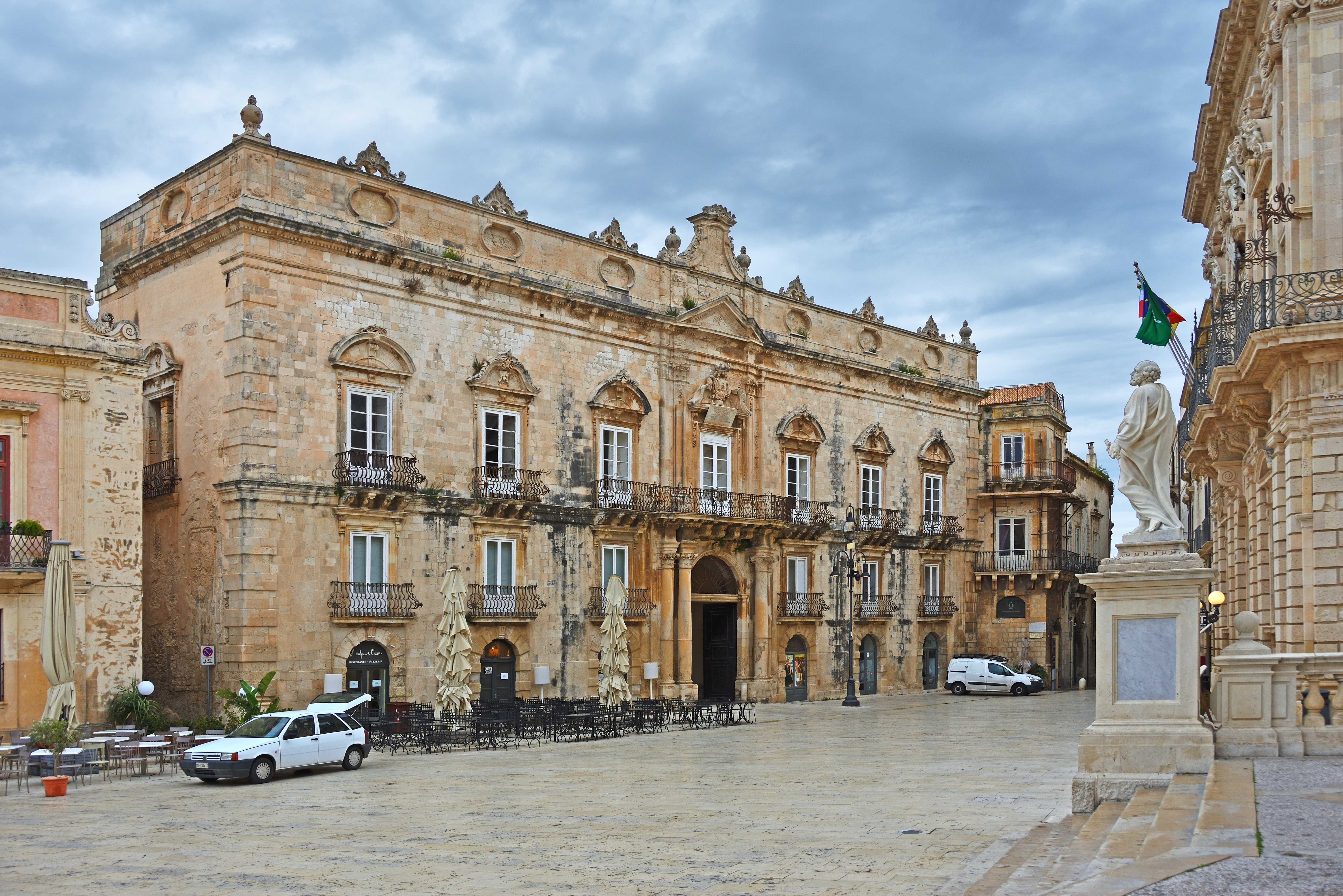
المثال التوضيحي 18: بالازو بينيفينتانو ديل بوسكو (1779)، في سيراكيوز، صممه لوتشيانو آل في أواخر العصر الباروكي الصقلي المقيد. ومع ذلك، فإن الشرفات المصنوعة من الحديد المطاوع والمنحنيات الكاسحة تحافظ على اقتراب الكلاسيكية الجديدة.

ذهب الباروك في النهاية إلى الموضة. في بعض أجزاء أوروبا، تحولت إلى الروكوكو، ولكن ليس في صقلية حيث يوجد الروكوكو داخليًا فقط. لم تعد النمسا تحكمها، صقلية، من عام 1735 رسميًا، كانت مملكة صقلية يحكمها ملك نابولي، فرديناند الرابع. ومن ثم كانت باليرمو على ارتباط دائم بالعاصمة الرئيسية نابولي، حيث كان هناك ارتداد معماري متزايد إلى أنماط العمارة الأكثر كلاسيكية. إلى جانب هذا، طور العديد من النبلاء الصقليين الأكثر ثقافة هوسًا عصريًا بكل الأشياء الفرنسية، من الفلسفة إلى الفنون والأزياء والهندسة المعمارية. زار العديد منهم باريس سعياً وراء هذه الاهتمامات وعادوا بآخر النقوش المعمارية والأطروحات النظرية.

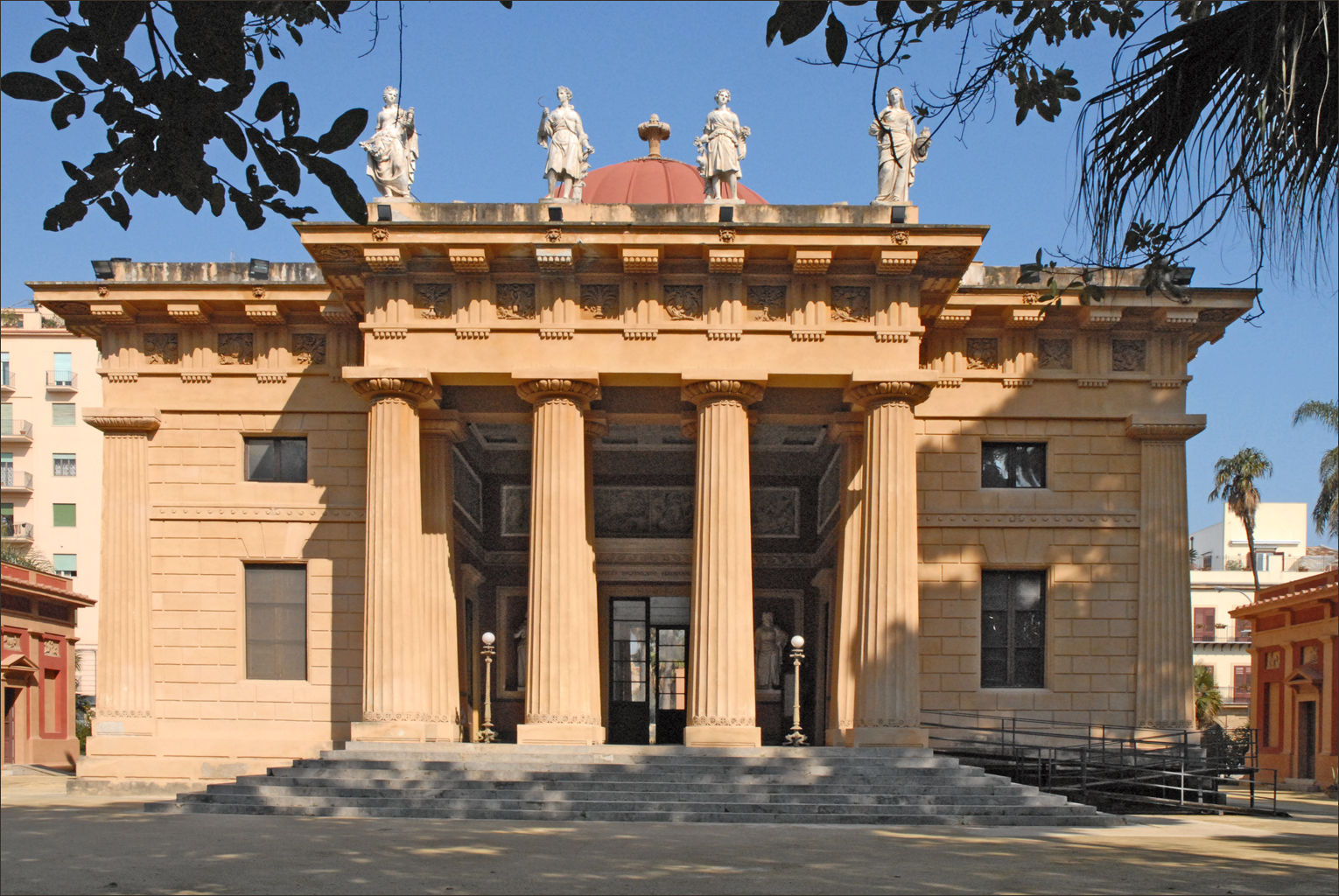
"مدخل المعبد" إلى أورتو بوتانيكو دي باليرمو

المهندس الفرنسي ليون دوفورني [الإنجليزية] في صقلية بين عامي 1787 و 1794 لدراسة وتحليل المعابد اليونانية القديمة في الجزيرة.  وهكذا أعاد الصقليون اكتشاف ماضيهم القديم، والذي أصبح الآن ذروة الموضة بمصطلحاته الكلاسيكية. لم يحدث التغيير في الأذواق بين عشية وضحاها. ظل الباروك شائعًا في الجزيرة، لكن الشرفات الصقلية الآن، باهظة الثمن كما كانت دائمًا، ستوضع بجوار أعمدة كلاسيكية شديدة. بدأ دوفورني التصميم في باليرمو، وكان «معبد الدخول» (1789) إلى حديقة باليرمو النباتية هو أول مبنى في صقلية بأسلوب يعتمد على الترتيب الدوري اليوناني. إنها معمارية كلاسيكية جديدة خالصة، كما تم تأسيسها في إنجلترا منذ عام 1760، وكانت علامة على الأشياء القادمة.  

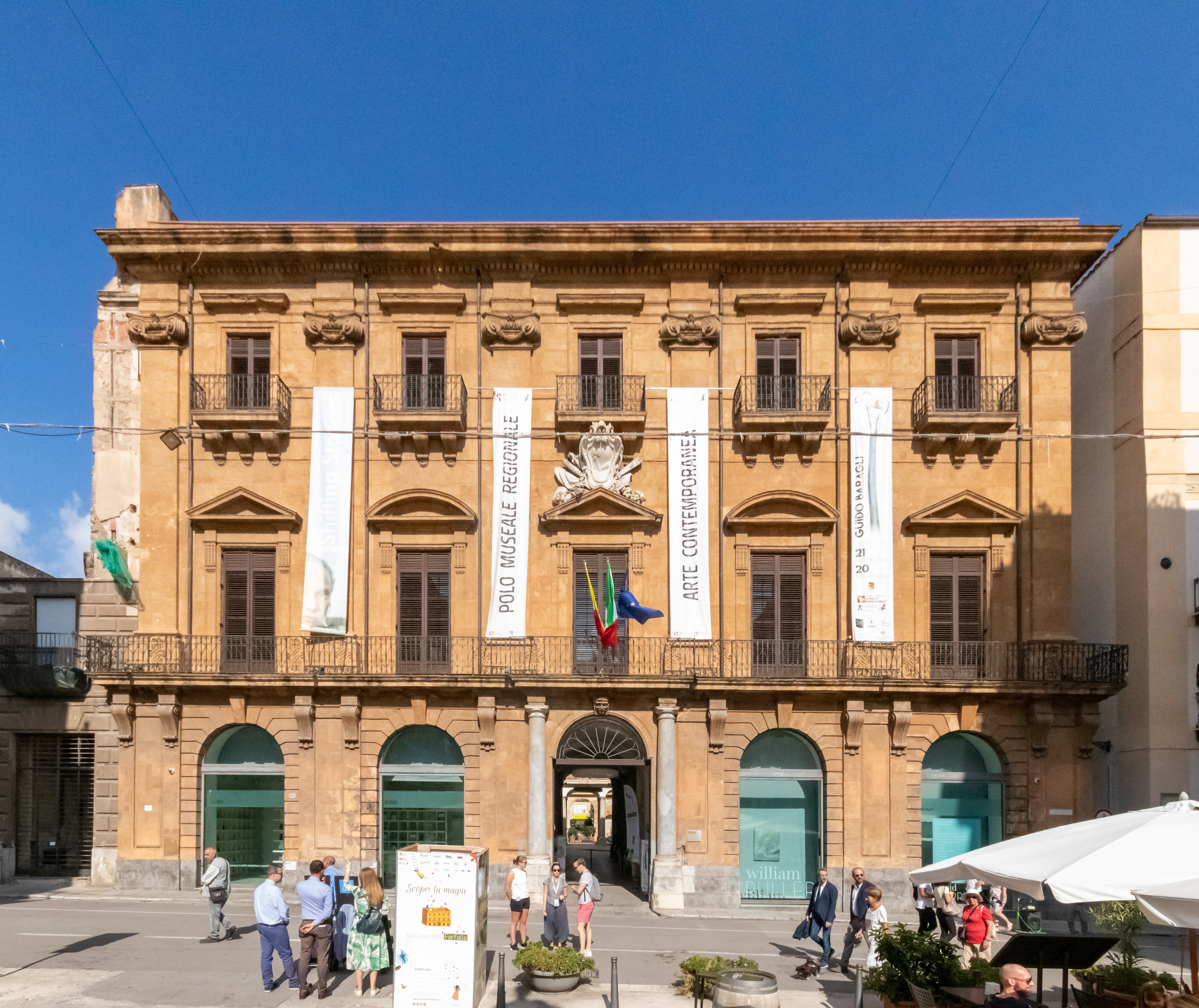
شكل توضيحي 21: قصر بيلمونتي ريسو (1784)، مقيّد الباروك الصقلي المتأخر بسمات كلاسيكية جديدة مهيمنة. تحتوي النوافذ العلوية على أقواس على الطراز الكلاسيكي الجديد، بينما يحتوي نوبيل البيانو على أقواس باروكية وشرفة مع زخارف مزخرفة. زينت الأعمدة تيجان الباروك، لكنها بخلاف ذلك بسيطة وغير مزخرفة.

كان صديق دوفورني العظيم وزميله المهندس المعماري جوزيبي مارفوغليا هو الذي كان سيترأس الانحدار التدريجي للباروك الصقلي. في عام 1784 قام بتصميم بالازو بيلمونتي ريسو (رسم توضيحي 21)، وهو مثال جيد لفترة الانتقال المعماري، حيث يجمع بين كل من الزخارف الباروكية والكلاسيكية الجديدة، المبنية حول فناء مقنطر يوفر كتلًا باروكية من الضوء والظل، أو تشياروسكورو.  الواجهة الرئيسية، التي تتخللها أعمدة عملاقة، لها أيضًا ملامح باروكية، لكن الأفق لم ينقطع. كانت الأعمدة غير مزخرفة، وبسيطة، وأيونية، ودعمت هيكلًا غير مزخرف. فوق النوافذ كانت هناك أقواس كلاسيكية غير مكسورة. كان الباروك الصقلي يتضاءل.
بحلول السنوات الأخيرة من يوم 18 القرن، صقلية الفقيرة حكمها من نابولي الضعيف فرديناند الرابع وزوجته المهيمنة. في عام 1798 ومرة أخرى في عام 1806، أجبر الغزو الفرنسيون الملك على الفرار من نابولي إلى صقلية. لم يتم إبعاد الفرنسيين عن صقلية إلا بواسطة قوة استكشافية قوامها 17000 جندي بريطاني، وكانت صقلية الآن تحكمها بريطانيا في الواقع إن لم يكن اسمًا. ثم فرض الملك فرديناند في عام 1811 أول ضريبة على صقلية، بضربة واحدة، مما أدى إلى عزل أرستقراطيته. 
ومع ذلك، كان النفوذ البريطاني في صقلية هو تزويد الباروك الصقلي بزخرفة أخيرة. أدرك مارفوغليا الموضة الجديدة لجميع الأشياء البريطانية، فقد طور الأسلوب الذي استخدمه لأول مرة بحذر في بالازو بيلمونتي ريسو في عام 1784، حيث يجمع بين بعض العناصر البسيطة والأكثر صلابة من الباروك مع الزخارف البالادية بدلاً من تصميمات البالاديين. كان الباروك الصقلي المتأخر مشابهًا في أسلوبه للباروك المشهور في إنجلترا في بداية القرن الثامن عشر القرن، الذي شاعه السير جون فانبرو مع صروح مثل قصر بلينهايم.  مثال على ذلك كنيسة سان فرانسيسكو دي سال في مارفوغليا، والتي تكاد تكون إنجليزية في تفسيرها للباروك. ومع ذلك، كان هذا مجرد نجاح مؤقت وسرعان ما ساد الأسلوب الكلاسيكي الجديد. قلة من الأرستقراطيين يستطيعون الآن تحمل تكاليف البناء، وكان النمط الجديد يستخدم بشكل أساسي في المباني العامة والمدنية مثل تلك الموجودة في حديقة باليرمو النباتية. بدأ المهندسون المعماريون الصقليون - حتى أندريا جيجانتي، الذي كان مهندسًا معماريًا مختصًا في الباروك - الآن في التصميم على الطراز الكلاسيكي الجديد، ولكن في نسخة من الكلاسيكية الجديدة التي اعتمدتها فرنسا العصرية. ومن الأمثلة على ذلك فيلمه فيلا جاليتي في باغيريا، المستوحى من أعمال آنج جاك جابرييل. لاحظ الرحالة المعاصر، كونت دي بورش، التأثير الفرنسي، واصفًا الفيلا بالإيطالية بأنها «décorée à la française، avec trumeaux، boiseries légères، إلخ.» 

## انحدار
كان تراجع الباروك الصقلي حتميًا. لم تكن الأذواق تتغير بشكل عام فحسب، بل كانت الأموال الأرستقراطية تنفد.  خلال السابع عشر في القرن الماضي، عاشت الطبقة الأرستقراطية بشكل أساسي على أراضيها، وتعتني بها وتحسنها، ونتيجة لذلك زاد دخلها أيضًا. خلال الثامن عشر القرن، هاجر النبلاء تدريجياً نحو المدن، ولا سيما باليرمو، للاستمتاع بالمتعة الاجتماعية لمحكمة نائب الملك وكاتانيا. نما قصر بلدتهم في الحجم والروعة، على حساب العقارات المهجورة، والتي كان من المتوقع أن توفر الإيرادات. أصبح وكلاء الأراضي الذين تُركوا لإدارة العقارات بمرور الوقت أقل كفاءة أو فاسدين، وغالبًا ما يكون كلاهما. ونتيجة لذلك، انخفضت المداخيل الأرستقراطية.  اقترضت الطبقة الأرستقراطية المال باستخدام العقارات كضمان، حتى انخفضت قيمة العقارات المهملة إلى ما دون الأموال المقترضة ضدهم. علاوة على ذلك، كانت صقلية الآن غير مستقرة سياسياً كما كان نبلها مالياً. 
ألغى البريطانيون ضريبة فرديناند غير الشعبية لعام 1811 في عام 1812، ثم فرضوا دستورًا على الطراز البريطاني على الجزيرة. كان أحد الابتكارات القانونية في هذا الوقت الذي كان له عواقب خاصة بالنسبة للأرستقراطية هو أن الدائنين، الذين كانوا في السابق قادرين فقط على فرض سداد الفائدة على قرض أو رهن عقاري، يمكنهم الآن مصادرة الممتلكات. بدأت الملكية تتداول في قطع صغيرة في المزادات، وبالتالي بدأت البرجوازية المالكة للأرض في الازدهار على الفور. أدت الثورات ضد البوربون في عامي 1821 و 1848 إلى تقسيم طبقة النبلاء، وكانت الليبرالية في الأجواء. هذه العوامل، مقترنة بالاضطرابات الاجتماعية والسياسية في توحيد إيطاليا التالية في القرن التاسع عشر القرن، كان يعني أن الأرستقراطية الصقلية كانت طبقة محكوم عليها بالفشل، وكان عليها أن تعيش على رأس مالها.  مباشرة بعد توحيد إيطاليا، كان ضم صقلية إلى الدولة الإيطالية الجديدة كارثيًا اقتصاديًا للجزيرة، ويرجع ذلك في جزء كبير منه إلى استرخاء العملات الأجنبية، والتي كانت مفيدة فقط للمنطقة الصناعية في شمال المملكة الجديدة، ولكنها قسرية كلما زاد الجنوب الزراعي للمنافسة في أسواق السلع في أمريكا الشمالية.  علاوة على ذلك، بسبب إهمالهم وإهمالهم لإلزام النبلاء، وهو عنصر أساسي في النظام الإقطاعي، غالبًا ما كان الريف يحكمه قطاع الطرق خارج القرى المغلقة، وكانت الفيلات الريفية الكبيرة ذات يوم تتحلل. انتهت هيمنة الطبقة العليا الصقلية.

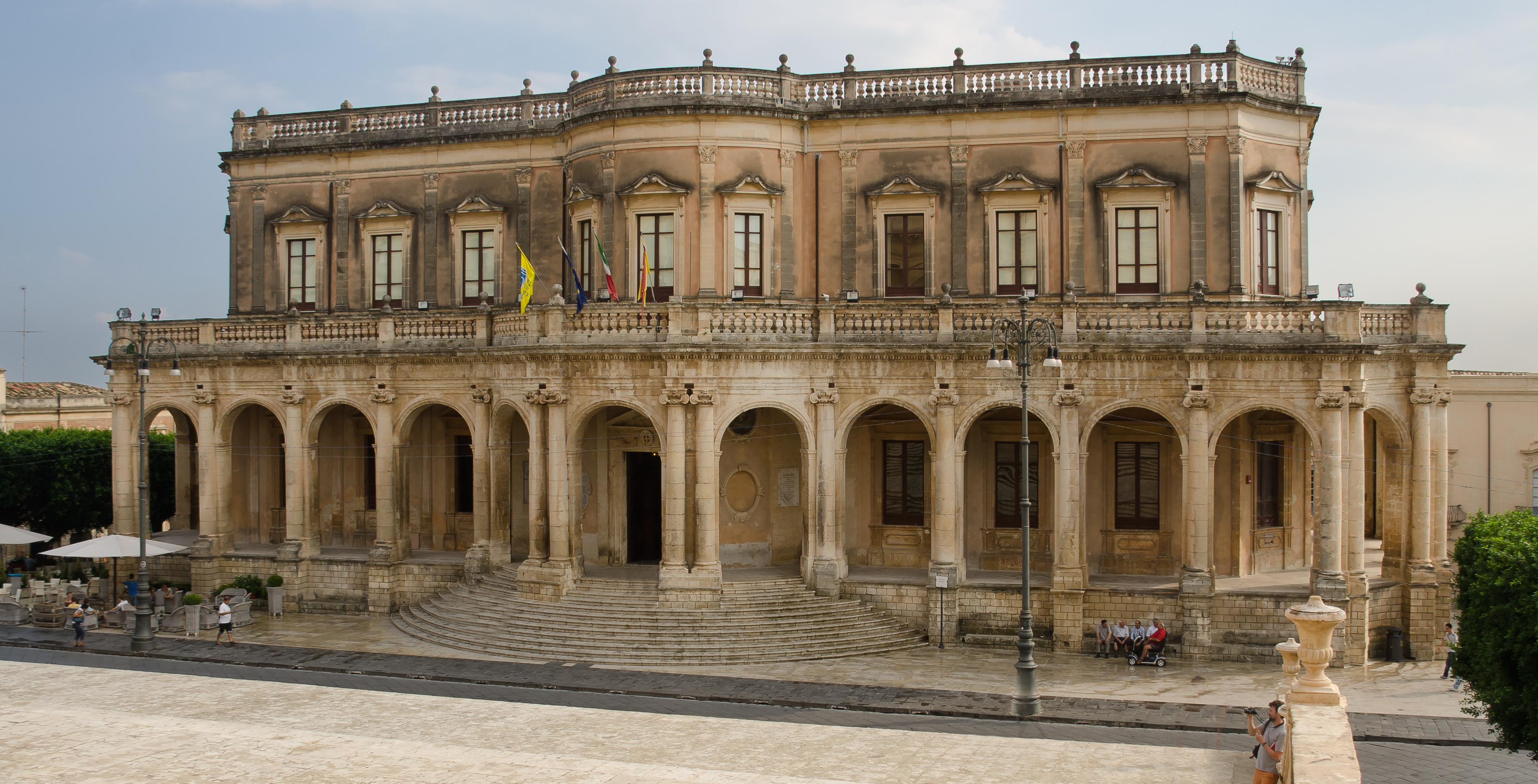
شكل توضيحي 19: Palazzo Ducezio at Noto

كما هو الحال مع الأيام الأولى للباروك الصقلي، كانت المباني الأولى للعصر الكلاسيكي الجديد في كثير من الأحيان نسخًا أو هجينة من الطرازين. قصر دوشيتسو (رسم توضيحي 19) في عام 1746، والطابق الأرضي مع الأروقة التي تخلق تلاعبًا بالضوء والظل هو الباروك الخالص. ومع ذلك، عندما تمت إضافة الطابق العلوي بعد بضع سنوات، على الرغم من استخدام أقواس باروكية مكسورة فوق النوافذ، فإن التأثير الفرنسي الكلاسيكي الجديد واضح للغاية، ويبرزه الخليج المركزي المنحني. تم استبدال الباروك الصقلي تدريجيًا وببطء من قبل الكلاسيكية الجديدة الفرنسية. 

## ميراث
يُعرف الباروك الصقلي اليوم بأنه أسلوب معماري، ويرجع ذلك إلى حد كبير إلى عمل ساشيفريل سيتويل، الذي كان فنه الباروكي الجنوبي لعام 1924 هو أول كتاب يقدر الأسلوب،  تلاه العمل الأكاديمي لأنطوني بلانت في عام 1968. 
استمر معظم قصر الباروك في الملكية الخاصة طوال القرن التاسع عشر القرن، حيث تزوجت الطبقة الأرستقراطية القديمة من أموال الطبقة المتوسطة أو سقطت في الديون. كانت هناك بعض الاستثناءات وبعض هؤلاء لا يزالون يحتفظون بأجدادهم القصور اليوم. بفضل استمرار التفاني الديني للشعب الصقلي، لا تزال العديد من كنائس الباروك الصقلية قيد الاستخدام والتي صممت من أجلها. أجزاء كبيرة من ميسينا، أعيد بناؤها بعد زلزال عام 1783، دمرتها أجزاء أخرى في عام 1908 . 

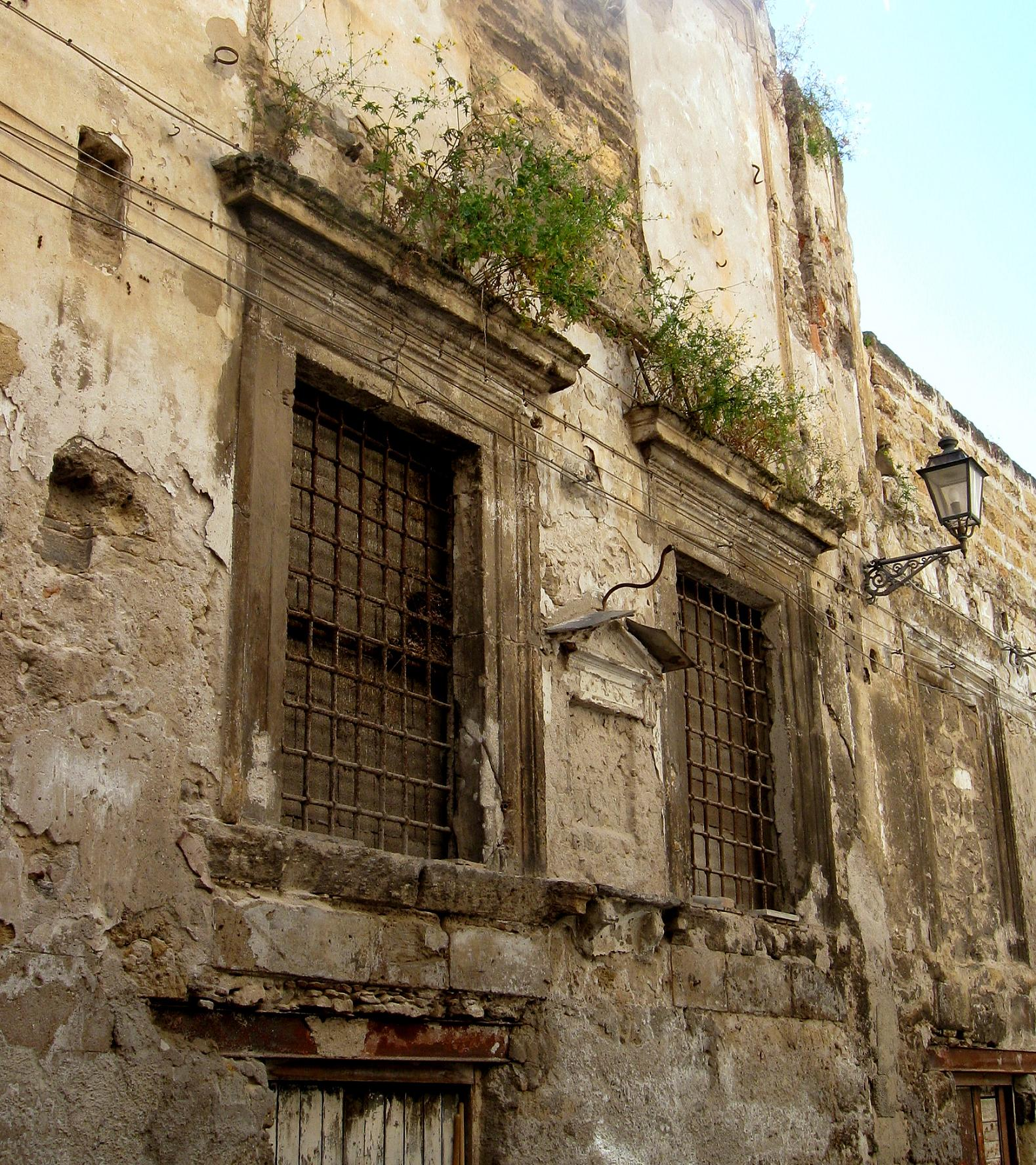
شكل توضيحي 20: قصر لامبيدوزا في باليرمو

ومع ذلك، فإن الكثير من اللوم عن التدهور والحالة المدمرة للحفاظ على العديد من البلازي يجب أن يقع ليس فقط على المالكين غير الراغبين في قبول التغيير، ولكن على الأجندات السياسية للحكومات الاشتراكية المتعاقبة. لا تزال بعض أرقى الفيلات والفلل على الطراز الباروكي في حالة خراب بعد غارات قصف الولايات المتحدة عام 1943 . في كثير من الحالات، لم يتم إجراء أي محاولة لاستعادتها أو حتى تأمينها. أولئك الذين نجوا من الغارات في حالة جيدة، وكذلك بعض أولئك الذين لم ينجوا، بما في ذلك قصر لامبيدوزا، منزل باليرمو لأمراء لامبيدوزا، غالبًا ما يتم تقسيمهم إلى مكاتب أو شقق، وتم تفكيك الديكورات الداخلية الباروكية الخاصة بهم، وتقسيمها، وتم البيع.
الأعضاء الباقون من الطبقة الأرستقراطية الصقلية الذين ما زالوا يسكنون قصر أسلافهم غير قادرين على جعل فتح منازلهم للسياحة مصدرًا رئيسيًا للدخل، على عكس بعض نظرائهم الشماليين، وخاصة الإنجليز. المكافئ المحلي لـ مؤسسة التراث القومي  صغير جدًا، وهناك اهتمام محلي أقل بكثير بين عامة السكان. لا يزال الأمراء والسرادقات والتهمات في صقلية يعيشون في منازلهم في عزلة رائعة، وغالبًا ما يحيط بهم الجمال والانحلال. اليوم فقط يستيقظ كل من المالكين والدولة على احتمالية أنه إذا لم يتم اتخاذ إجراء قريبًا، فسيكون قد فات الأوان لإنقاذ هذا الجزء المحدد من التراث الصقلي.
نظرًا لأن صقلية أصبحت الآن بيئة أكثر استقرارًا وأمنًا وأقل فسادًا من الناحية السياسية، فإن قصر الباروك بدأ ببطء في فتح أبوابه للجمهور المتشوق للأجور، من أمريكا وأوروبا الشمالية بقدر ما هو الإيطالي. في عام 1963، عندما تم إصدار فيلم إل غاتوباردو، كانت قاعة رقص قصر جانجي فريدة تقريبًا من حيث كونها مجموعة أفلام، ولكن اليوم تستضيف الصالونات وقاعات الاحتفالات غير المستخدمة منذ فترة طويلة أحداث الشركات والعامة. تقدم بعض القصور خدمة مبيت وإفطار للضيوف الذين يدفعون، مرة أخرى تقديم ضيافة رائعة لزوار صقلية، والغرض الذي كانوا يقصدون من أجله في الأصل.
في عام 2002، أدرجت اليونسكو بشكل انتقائي المعالم الباروكية لفال دي نوتو في قائمة التراث العالمي باعتبارها "شهادة بارزة على العبقرية الغزيرة للفن والعمارة الباروكية المتأخرة" و "تمثل الذروة والازدهار الأخير لفن الباروك في أوروبا.

## المهندسين المعماريين البارزين
- جياكومو أماتو.
- ماريانو سميرجليو.
- أنجلو إيطاليا.
- أنتونيلو جاجيني.
- روزاريو جالياردي.
- أندريا جيغانتي.
- غاسباري جيرسيو.
- غوارينو غواريني.
- ستيفانو إتار.
- باولو لابيسي.
- جوليو لاسو.
- جوزيبي فينانزيو مارفوغليا.
- توماسو نابولي.
- أندريا بالما.
- فينسينزو سيناترا.
- جيوفاني باتيستا فاكاريني.
- فرانشيسكو باتاغليا.

## ملحوظات
1. ↑  Palazzo (pl. palazzi) is any large building in a town, state or private (often much smaller than what the English term palace implies). While palazzo is the technically correct appellation, and postal address, no Sicilian aristocrat would ever use the word, instead referring to his or her own house, however large, as casa. Palazzo followed by the family name was the term used by officials, tradesmen, and delivery men.[4]
2. ↑  مسينة, once Sicily's second city, fell into poverty and obscurity following punitive measures against it by the Spanish following an uprising in 1626. Closely related for geographical reasons to mainland Italy, Messina once contained some of Sicily's finest buildings. The combined effect of earthquakes in 1693, 1783 and 1908, and bombing raids in 1943, robbed the city of virtually all of these.[19][20][21]
3. ↑  Patrick Brydone, who travelled to Sicily in 1770, recorded his impressions of the local nobility in A Tour through Sicily and Malta, in a Series of Letters to William Beckford Esq., of Somerly in Suffolk: "One of the most common titles here is that of prince; though only created by فيليب الثاني ملك إسبانيا, they take rank of all the other nobility, some of whom, particularly the counts, carry their origin as far back as the نورمان, and look with great contempt on these upstart princes. The dukes and marquisses are not so old, so that the dignity of the Sicilian titles may be said to be in the inverse ratio of their antiquity".[31]
4. ↑  جوزيبي توماسي دي لامبيدوزا, author of إل غاتوباردو, wrote of his family's six homes: a townhouse in Palermo, a villa at Bagheria, a palazzo at Toretta, a country house at Reitano, a "great" castle at Santa Marherita de Belice, and "two where we never went": a castle and house at Palma de Montechiaro ("I luoghi della mia prima infanzia" ["Places of my Infancy"]).
5. ↑  Stephen Tobriner, in his study The Genesis of Noto: An Eighteenth-Century Italian City, describes the process leading to the drastic decision to "move" Noto.[41]
6. ↑  Travelling in Sicily in the early 1920s, the writer Sacheverell Sitwell recorded his astonishment; "It must have been in the winter of 1922-3 that I went to Noto. Its beautiful buildings were even more of a revelation than those of ليتشي and I really believe that my brother and myself were the first persons of any nationality to take notice of them since they were built".[43]
7. ↑  The art historian John Varriano notes Napoli's four-flight double staircase in the Villa Palagonia, a building Varriano considers "one of the most striking in all of Italy".[54]
8. ↑  قالب:Ill-WD2Sir John Summerson describes Andrea Palma's Syracuse cathedral façade as a "volatile interpretation" of ياكوبو باروتسي دا فينيولا's Church of the Gesù in Rome.[55]
9. ↑  The room was used for the ballroom scene of لوتشينو فيسكونتي's إل غاتوباردو[73]
10. ↑  Commenting on Dufourny's "blatantly Neo-Classic" pavilion, John Varriano noted, "it would issue in the new age. But nowhere in Italy did the Baroque die so graceful and dignified a death".[79]
11. ↑  The Palazzo, badly damaged by bombing in الحرب العالمية الثانية, was restored in 2008 and is now a museum of contemporary art.[81]
12. ↑  The historian دينيس سميث  [لغات أخرى]‏, in his A History of Sicily: Medieval Sicily, 800–1713, noted: "The fact that the Sicilian aristocracy consumed a great deal and produced nothing was fundamental in explaining the problems of the island".[87]

1. Palazzo (pl. القصور) is any large building in a town, state or private (often much smaller than what the English term palace implies). While palazzo is the technically correct appellation, and postal address, no Sicilian aristocrat would ever use the word, instead referring to his or her own house, however large, as casa. Palazzo followed by the family name was the term used by officials, tradesmen, and delivery men.[99]
2. ^ Messina, once Sicily's second city, fell into poverty and obscurity following punitive measures against it by the Spanish following an uprising in 1626. Closely related for geographical reasons to mainland Italy, Messina once contained some of Sicily's finest buildings. The combined effect of earthquakes in 1693, 1783 and 1908, and bombing raids in 1943, robbed the city of virtually all of these.[99][99][99]
3. ^ Patrick Brydone, who travelled to Sicily in 1770, recorded his impressions of the local nobility in A Tour through Sicily and Malta, in a Series of Letters to William Beckford Esq., of Somerly in Suffolk: "One of the most common titles here is that of prince; though only created by Philip II of Spain, they take rank of all the other nobility, some of whom, particularly the counts, carry their origin as far back as the Normans, and look with great contempt on these upstart princes. The dukes and marquisses are not so old, so that the dignity of the Sicilian titles may be said to be in the inverse ratio of their antiquity".[99]
4. ^ Giuseppe Tomasi di Lampedusa, author of The Leopard, wrote of his family's six homes: a townhouse in Palermo, a villa at Bagheria, a palazzo at Toretta, a country house at Reitano, a "great" castle at Santa Marherita de Belice, and "two where we never went": a castle and house at Palma de Montechiaro ("I luoghi della mia prima infanzia" ["Places of my Infancy"]).
5. ^ Stephen Tobriner, in his study The Genesis of Noto: An Eighteenth-Century Italian City, describes the process leading to the drastic decision to "move" Noto.[99]
6. ^ Travelling in Sicily in the early 1920s, the writer Sacheverell Sitwell recorded his astonishment; "It must have been in the winter of 1922-3 that I went to Noto. Its beautiful buildings were even more of a revelation than those of Lecce and I really believe that my brother and myself were the first persons of any nationality to take notice of them since they were built".[99]
7. ^ The art historian John Varriano notes Napoli's four-flight double staircase in the Villa Palagonia, a building Varriano considers "one of the most striking in all of Italy".[99]
8. ^ Sir John Summerson describes Andrea Palma's Syracuse cathedral façade as a "volatile interpretation" of Giacomo Barozzi da Vignola's Church of the Gesù in Rome.[99]
9. ^ The room was used for the ballroom scene of Visconti's The Leopard[99]
10. ^ Commenting on Dufourny's "blatantly Neo-Classic" pavilion, John Varriano noted, "it would issue in the new age. But nowhere in Italy did the Baroque die so graceful and dignified a death".[99]
11. ^ The Palazzo, badly damaged by bombing in World War II, was restored in 2008 and is now a museum of contemporary art.[99]
12. ^ The historian Denis Mack Smith, in his A History of Sicily: Medieval Sicily, 800–1713, noted: "The fact that the Sicilian aristocracy consumed a great deal and produced nothing was fundamental in explaining the problems of the island".[99]

### فهرس
== 
- Amata، Francesco؛ Licitra، Giuseppe؛ Mormorio، Diego (2000). Ragusano: Heritage and Landscape : the Art of Traditional Cheese-making. Milan: Consorzio Ricerca Filiera Lattiero-Casearia. OCLC:50382139.
- Andrews، Robert؛ Brown، Jules (2002). Sicily. London: Rough Guides. ISBN:978-1-85828-874-1. مؤرشف من الأصل في 2021-12-20.
- Bellafiore, Giuseppe [بالإيطالية] (1963). La civiltà artistica della Sicilia dalla preistoria ad oggi (بالإيطالية). F. Le Monnier. Archived from the original on 2022-11-01.
- Blunt، Anthony (1968). Sicilian Baroque. London: Weidenfeld & Nicolson. ISBN:978-0-297-76440-3.
- Blunt, Anthony. Barocco ibleo, (in Italian). A short translated extract from Sicilian Baroque. Retrieved 11 March 2009.
- Bohigas، Oriol؛ Buchanan، Peter؛ Lampugnani، Vittorio Magnago (15 يونيو 1991). Barcelona, City and Architecture, 1980–1992. Milan: Rizzoli. ISBN:978-0-8478-1354-4.
- Brook-Shepherd، Gordon (1969). Great Palaces. London: Hamlyn. ISBN:978-0-600-01682-3. مؤرشف من الأصل في 2022-07-08.
- Brown، Jules (2014). The Rough Guide to Sicily. London: Rough Guides. ISBN:978-1-40935-425-3. مؤرشف من الأصل في 2021-12-20.
- Brydone، Patrick (1848) [1773]. Travels through Sicily and Malta. Aberdeen, UK: George Clark & Son. OCLC:70256854.
- Cavalli-Sforza، Luigi Luca؛ Moroni، Antonio؛ Zei، Gianna (2004). Consanguinity, Inbreeding, and Genetic Drift in Italy. Princeton, NJ, US: Princeton University Press. ISBN:978-0-691-08992-8. مؤرشف من الأصل في 2022-04-10.
- Caizzi، Andrea (1971). Sicilia. Milan: Electa. OCLC:23669276.
- Coburn، Andrew؛ Spence، Robin (21 فبراير 2003). Earthquake Protection. Hoboken, NJ, US: John Wiley & Sons. ISBN:978-0-470-85517-1. مؤرشف من الأصل في 2021-12-20.
- Vittorio Consoli، المحرر (1987). Enciclopedia di Catania. Catania, Italy: Tringale. OCLC:1091961187.
- Davis، John A. (14 سبتمبر 2006). Naples and Napoleon: Southern Italy and the European Revolutions, 1780-1860. Oxford, UK: Oxford University Press. ISBN:978-0-19-820755-9. مؤرشف من الأصل في 2023-02-07.
- Drago، Francesco Palazzolo (1927). Famiglie nobili siciliane. Palermo: Arnaldo Forni. OCLC:247406496.
- Dummett، Jeremy (2015). Palermo, City of Kings: The Heart of Sicily. London: Bloomsbury. ISBN:978-1-78673-974-2. مؤرشف من الأصل في 2021-12-20.
- Du Pays، Augustin Joseph (1877). Itinéraire d'Italie et de la Sicile. Paris: Hachette. OCLC:44997959.
- Facaros، Dana؛ Pauls، Michael (2008). Sicily. London: New Holland Publishers. ISBN:978-1-86011-397-0. مؤرشف من الأصل في 2021-12-20.
- Fowler، Harold North (1 مارس 2005). A History of Sculpture. Whitefish, MT, US: Kessinger Publishing. ISBN:978-1-4179-6041-5.
- Galluzzi، Francesco (2005). Il barocco. Rome: Newton & Compton. ISBN:978-88-541-0272-9.
- Gangi, Gaetano (1964). Il barocco nella Sicilia orientale (بالإيطالية). Rome: De Luca. Archived from the original on 2022-11-01.
- van Gastel، Joris (2018). J. Nicholas Napoli؛ William Tronzo (المحررون). Radical Marble: Architectural Innovation from Antiquity to the Present. New York and London: Routledge. ISBN:978-1-35117-414-5. مؤرشف من الأصل في 2022-01-16.
- Gefen، Gérard (2001). Sicily, Land of the Leopard Princes. London: Tauris Parke. ISBN:978-1-85043-376-7.
- Glover، Gareth (2017). The Forgotten War Against Napoleon: Conflict in the Mediterranean 1793-1815. Barnsley, UK: Pen and Sword. ISBN:978-1-52671-589-0. مؤرشف من الأصل في 2022-01-16.
- Gullo، C.؛ Battaglia، L. (يوليو 2015). "Baroque balconies and masks in eastern Sicily (Italy)". Structural Studies, Repairs and Maintenance of Heritage Architecture XIV. A Coruña, Spain. مؤرشف من الأصل في 2021-12-20.
- Hamel، Pasquale (1994). Breve storia della società siciliana (1790–1980). Palermo: Sellerio di Giorgianni. ISBN:978-88-389-0986-3.
- Hauptman، Jodi (2005). Beyond the Visible: The Art of Odilon Redon. New York: The Museum of Modern Art. ISBN:978-0-87070-801-5. مؤرشف من الأصل في 2022-04-07.
- Hopkins، Owen (2014). Les styles en architecture. Dunod. ISBN:978-2-10-070689-1.
- Jackson، K. David (3 أغسطس 2006). Oxford Anthology of the Brazilian Short Story. Oxford, UK: Oxford University Press. ISBN:978-0-19-972434-5.
- Kornwolf، James D. (2002). Architecture and Town Planning in Colonial North America. Baltimore, MD, US: JHU Press. ISBN:978-0-8018-5986-1. مؤرشف من الأصل في 2022-04-07.
- Lancaster، Osbert (1938). Pillar to Post: The Pocket Lamp of Architecture. London: John Murray.
- Mack Smith، Denis (1968). A History of Sicily, II: Medieval Sicily 800–1713. London: Chatto & Windus. ISBN:9780701113476. OCLC:954606167. مؤرشف من الأصل في 2021-12-20.
- Magill، Frank N.، المحرر (2013). The 17th and 18th Centuries. Dictionary of World Biography. Abingdon-on-Thames, UK: Routledge. ج. 4. ISBN:978-1-13592-414-0. مؤرشف من الأصل في 2022-04-07.
- Maric, Vesna (2008). Sicilia (بالإيطالية). EDT srl. ISBN:978-88-6040-304-9. Archived from the original on 2022-08-24.
- Muirhead، Litellus Russell (1959). Southern Italy: with Sicily, and Sardinia. London: Ernest Benn Ltd. OCLC:483568821. مؤرشف من الأصل في 2022-11-01.
- Nolan، Cathal J. (1 يناير 2008). Wars of the Age of Louis XIV, 1650–1715. Santa Barbara, CA, US: ABC-CLIO. ISBN:978-0-313-35920-0. مؤرشف من الأصل في 2022-11-13.
- Polehampton، Edward؛ Good، John M. (1821). The Gallery of Nature and Art; or a Tour through Creation and Science ... London: R.N. Rose. OCLC:932843541.
- Puleo، Thomas (2014). "The Sicilian Baroque: Reconciling postquake tensions". Environment and Planning. A. 46. ع. 11: 2552–2568. DOI:10.1068/a46295. S2CID:145674425. مؤرشف من الأصل في 2022-01-26. اطلع عليه بتاريخ 2020-02-06.
- Riall، Lucy (1998). Sicily and the Unification of Italy: Liberal Policy and Local Power, 1859-1866. Oxford, UK: Clarendon Press. ISBN:978-0-19154-261-9. مؤرشف من الأصل في 2022-12-31.
- Schank Smith، Kendra (2006). Architect's Drawings: A selection of sketches by world famous architects through history. Abingdon-on-Thames, UK: Routledge. ISBN:978-1-13642-957-6. مؤرشف من الأصل في 2022-01-16.
- Schneider، Jane (1996). Festival of the Poor: Fertility Decline & the Ideology of Class in Sicily, 1860–1980. Tucson, US: University of Arizona Press. ISBN:9780816515196.
- Short، C. Alan (2017). The Recovery of Natural Environments in Architecture: Air, Comfort and Climate. Abingdon-on-Thames, UK: Taylor & Francis. ISBN:978-1-31765-869-6. مؤرشف من الأصل في 2022-04-23.
- Sitwell، Sacheverell (1967). Baroque And Rococo. New York, US: G. P. Putnam's Sons. OCLC:905448476.
- Summerson، John (2004) [1963]. The Classical Language of Architecture. London: Thames & Hudson. ISBN:0-500-20177-3.
- Tobriner، Stephen (1982). The Genesis of Noto: An Eighteenth-century Sicilian City. Berkeley and Los Angeles, US: University of California Press. ISBN:9780520035263. مؤرشف من الأصل في 2021-12-20.
- Tomasi di Lampedusa، Giuseppe (1995). "Places of my Infancy". The Siren and Selected Writings. London: Harvill. ISBN:978-1-86046-022-7. مؤرشف من الأصل في 2022-07-08.
- Valdés، Giuliano (1 مايو 2000). Sicilia. Ediz. Inglese. Casa Editrice Bonechi. ISBN:978-88-7009-826-6. مؤرشف من الأصل في 2021-12-20.
- Varriano، John (1986). Italian Baroque And Rococo Architecture. New York, US: Oxford University Press. ISBN:0195035488. OCLC:11676361.
- Watkin، David (2005). A History of Western Architecture. London: Laurence King Publishing. ISBN:978-1-85669-459-9. مؤرشف من الأصل في 2022-12-06.
- Wittkower، Rudolf (1973). Art and Architecture in Italy, 1600–1750. Harmondsworth, UK: Penguin. ISBN:0140561161. OCLC:891552735.

روابط خارجية ==
- كنائس راغوزا.
- الديكورات الداخلية بالزي بما في ذلك قصر جانجي.
- صور لبعض كنائس الباروك الصقلية.
- الأرستقراطية الصقلية.
- فال دي نوتو.
- كنز الباروك في باليرمو.
- عجائب صقلية - صور الباروك الصقلي.